# 메르세데스-벤츠 E 클래스
메르세데스-벤츠 E 클래스(Mercedes-Benz E-Class)는 다임러 AG가 제조하여 독일의 자동차 제조사인 메르세데스-벤츠 브랜드로 판매하는 후륜구동 기반 준대형(E세그먼트) 세단, 쿠페, 컨버터블, 스테이션 왜건이다.

## 1세대(W136)

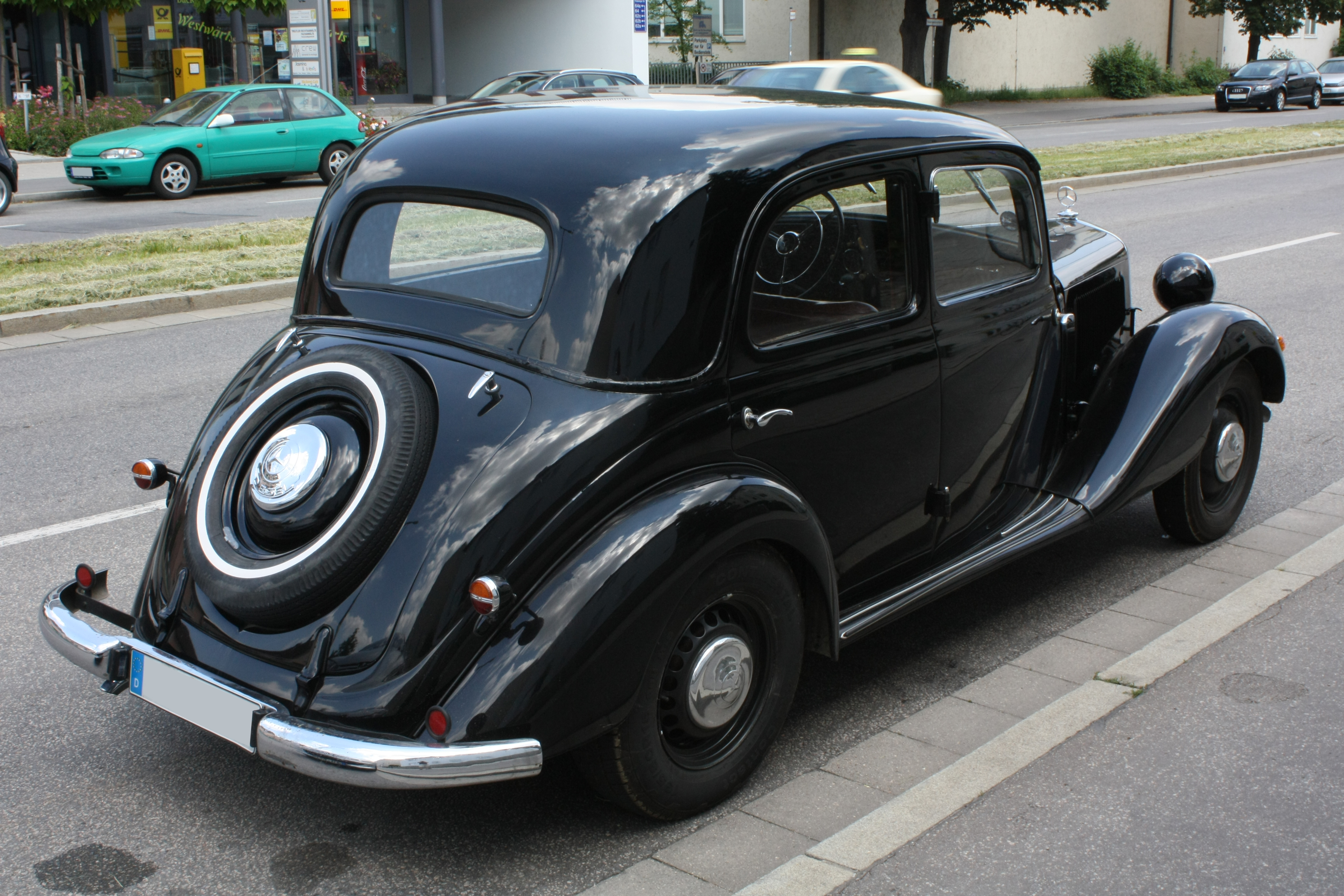
메르세데스-벤츠 170V 후측면

시대의 흐름에 맞춰 유선형 디자인을 갖췄다. 세단과 카브리올레 등이 있었고, 제2차 세계 대전이 일어나는 동안(1943년~1945년)에는 생산이 중단되었다. 제2차 세계 대전이 끝난 후 메르세데스-벤츠 중 최초로 생산된 승용차로, 1949년에는 높은 경제성이 돋보이는 4기통 1.7L 디젤 엔진이 탑재된 170D가 추가되어 인기를 얻었다.

## 2세대(W120/W121)

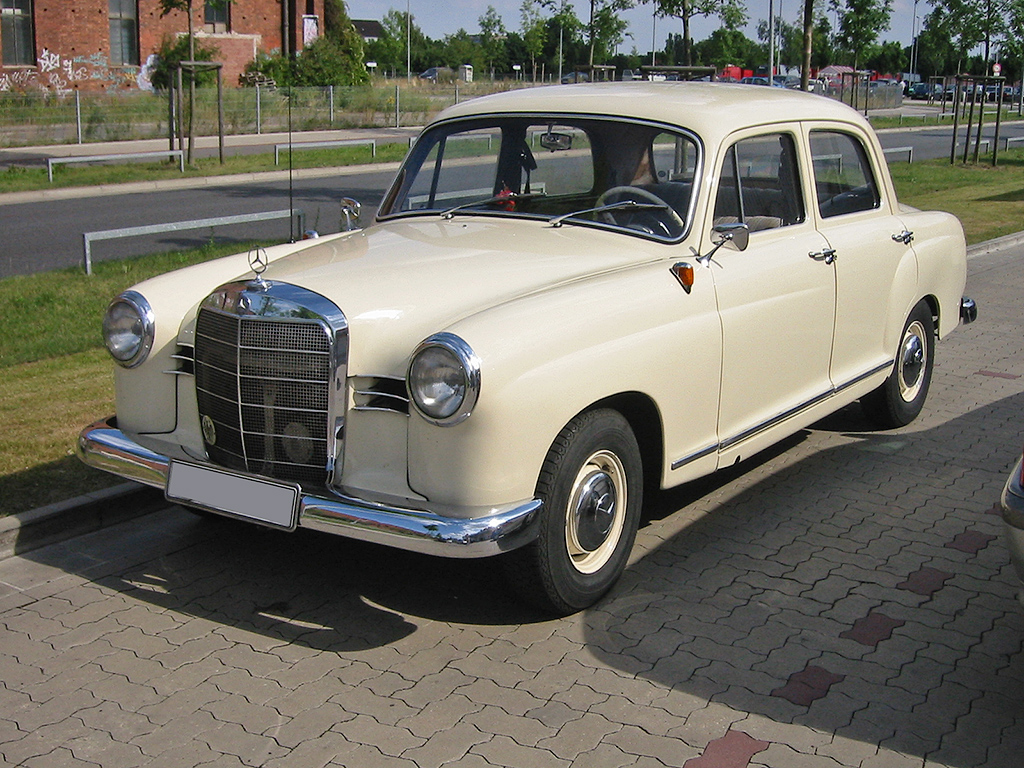
메르세데스-벤츠 180B 정측면

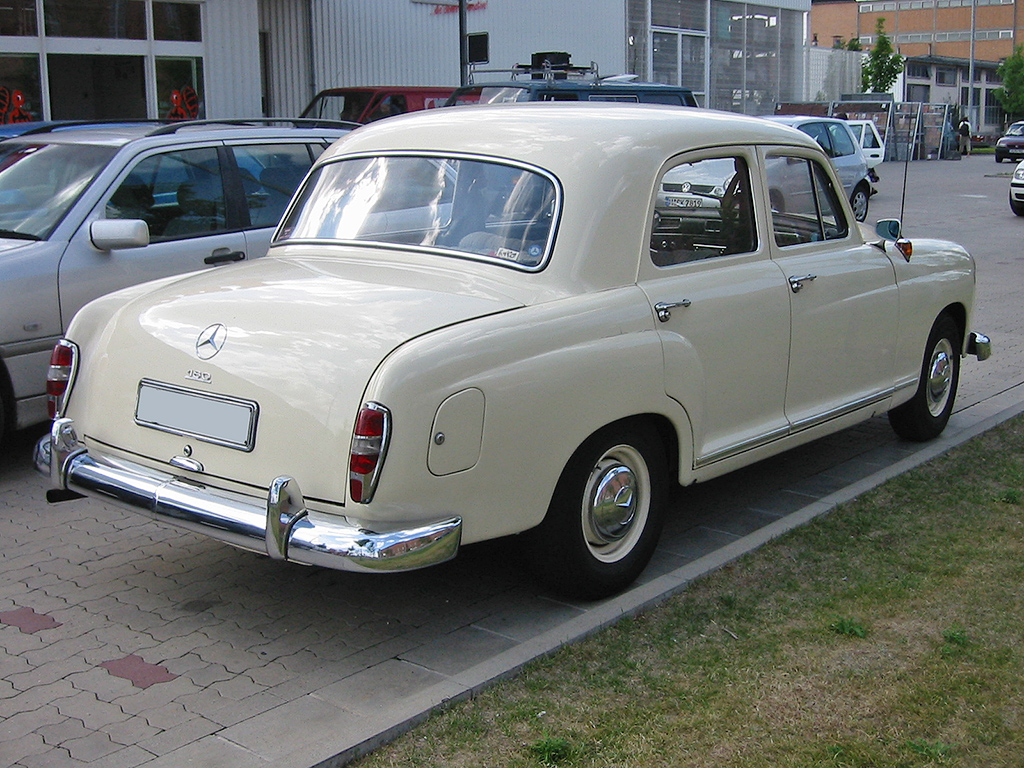
메르세데스-벤츠 180B 후측면

엔진 룸, 캐빈 룸, 트렁크 룸 3개가 독립된 현대적인 3박스 디자인에 섀시와 프레임이 일체 구조로 자체 지지형 차체와 곡선 위주의 둥근 형상인 폰톤 디자인이 적용되었다.

## 3세대(W110)

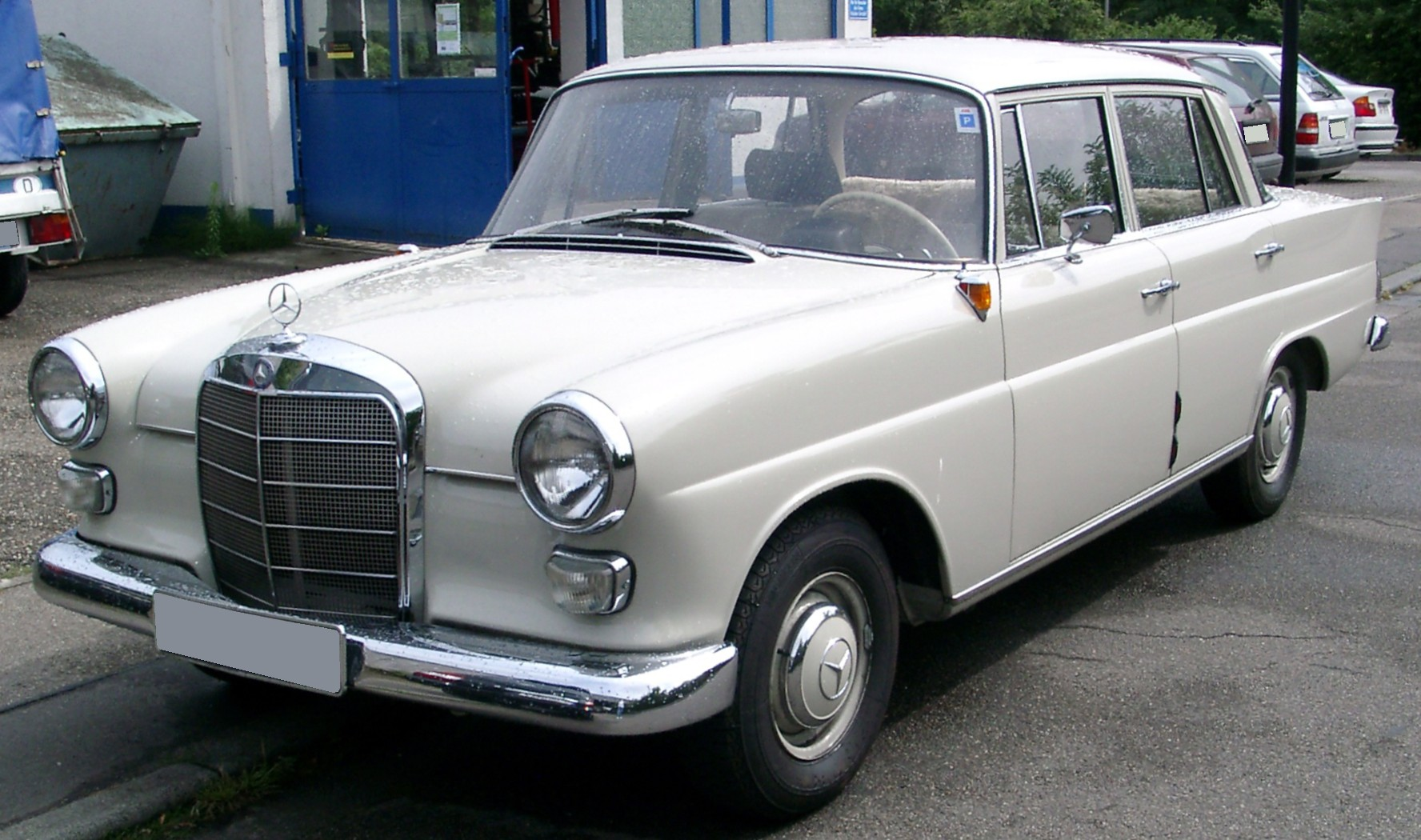
메르세데스-벤츠 190C 정측면

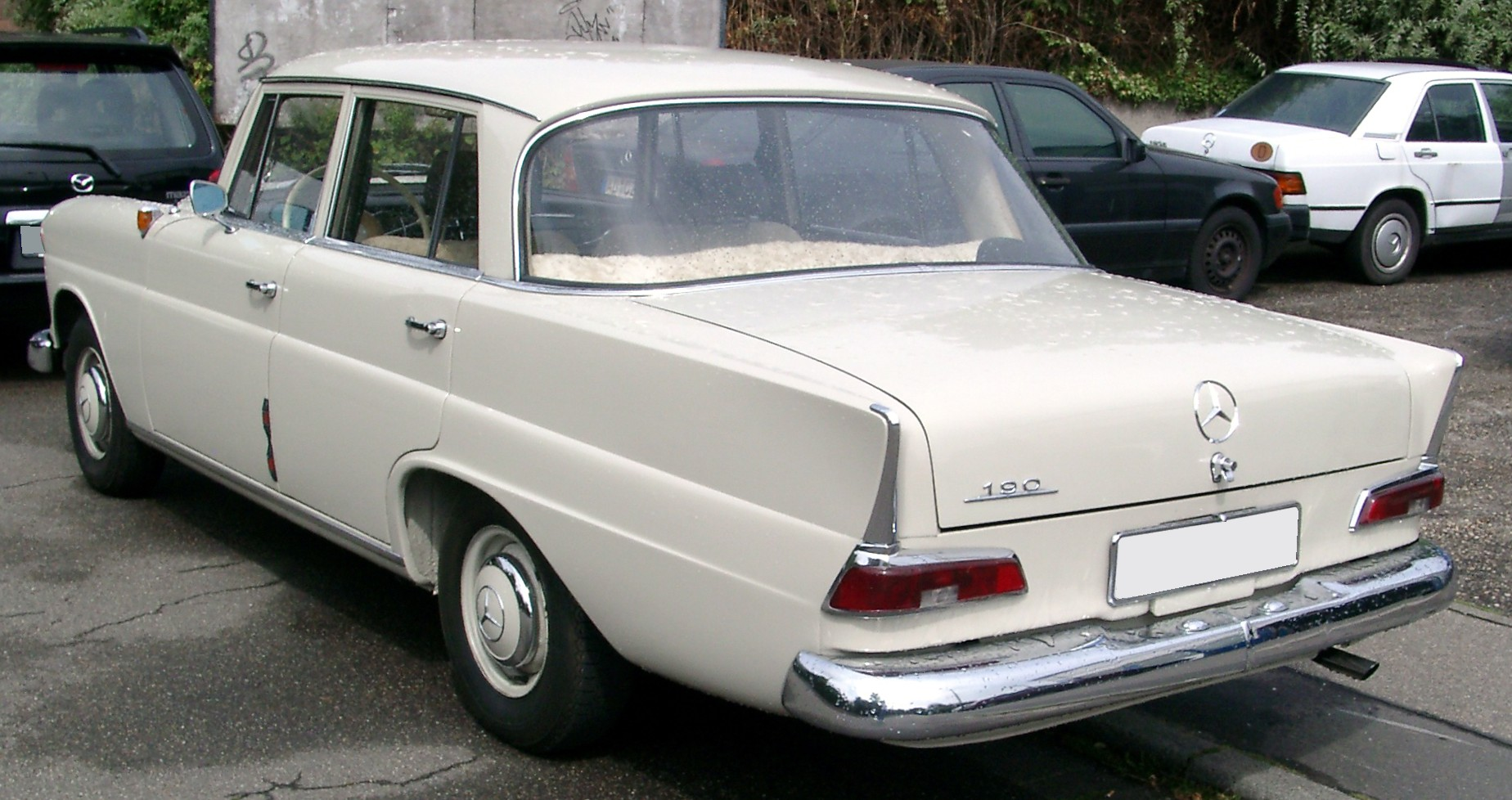
메르세데스-벤츠 190C 후측면

트렁크 끝 부분의 형상으로 인해 핀 테일이라고 불렸다. 1965년에는 6기통 2.3L 가솔린 엔진이 적용된 230이 추가되었다.

## 4세대(W114/W115)

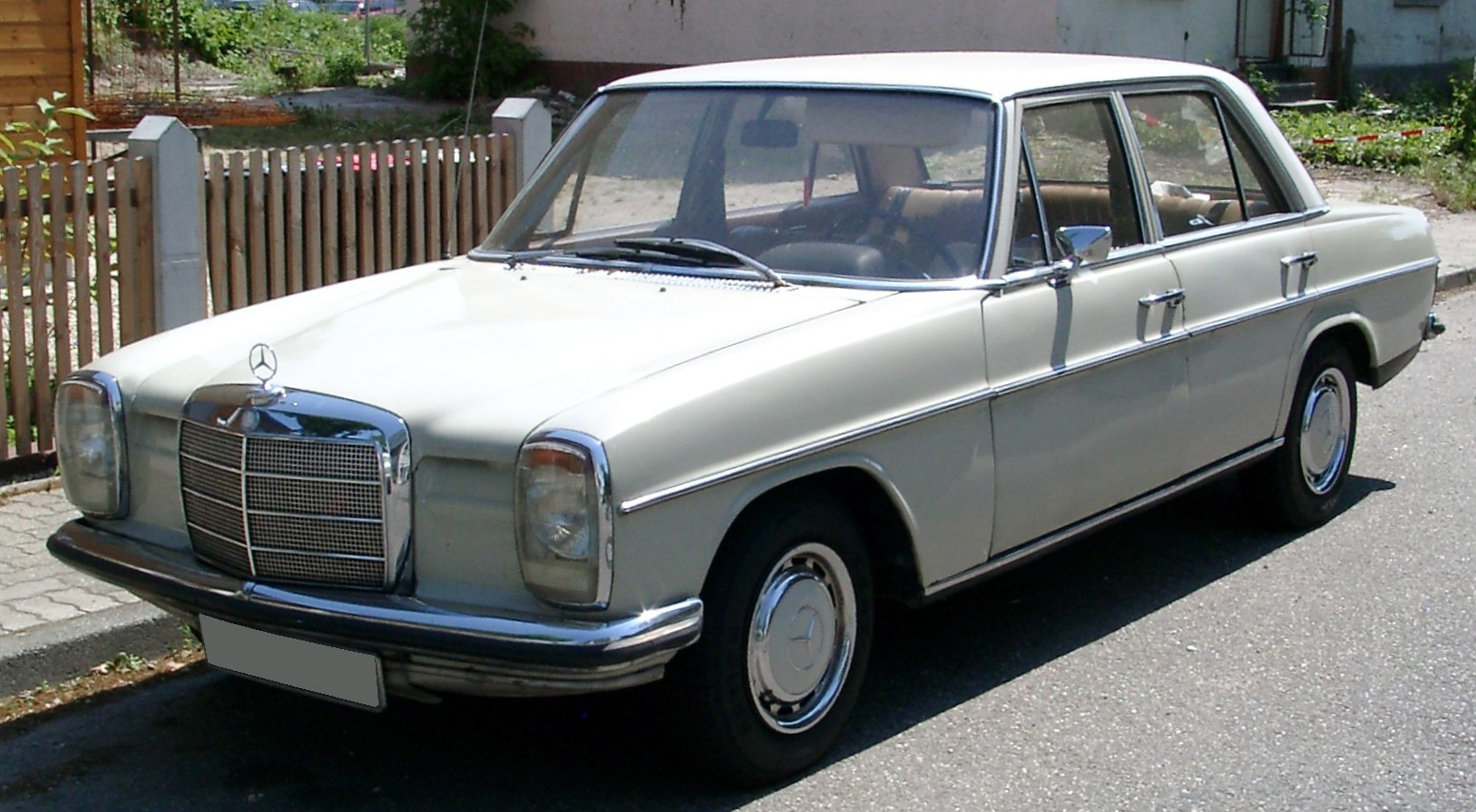
메르세데스-벤츠 220D(전기형) 정측면

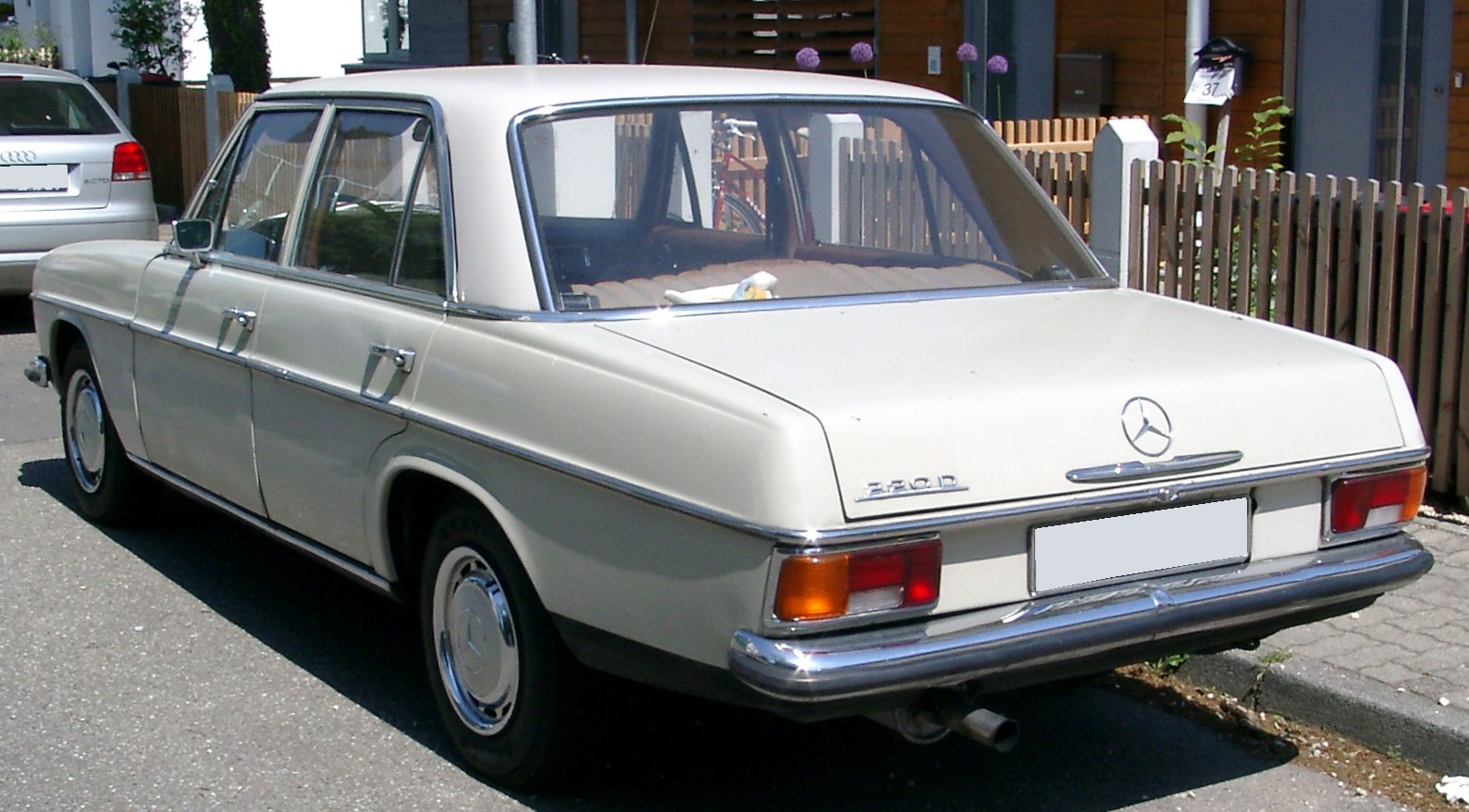
메르세데스-벤츠 220D(전기형) 후측면

S 클래스보다 작아 다루기 쉽다는 뜻에서 스트로크 8이라고 불렸다. 1973년에는 높아진 프론트 범퍼, 헤드 램프 와이퍼, 앞 창문 삼각창 삭제, 새로워진 리어 램프 등이 더해졌다.

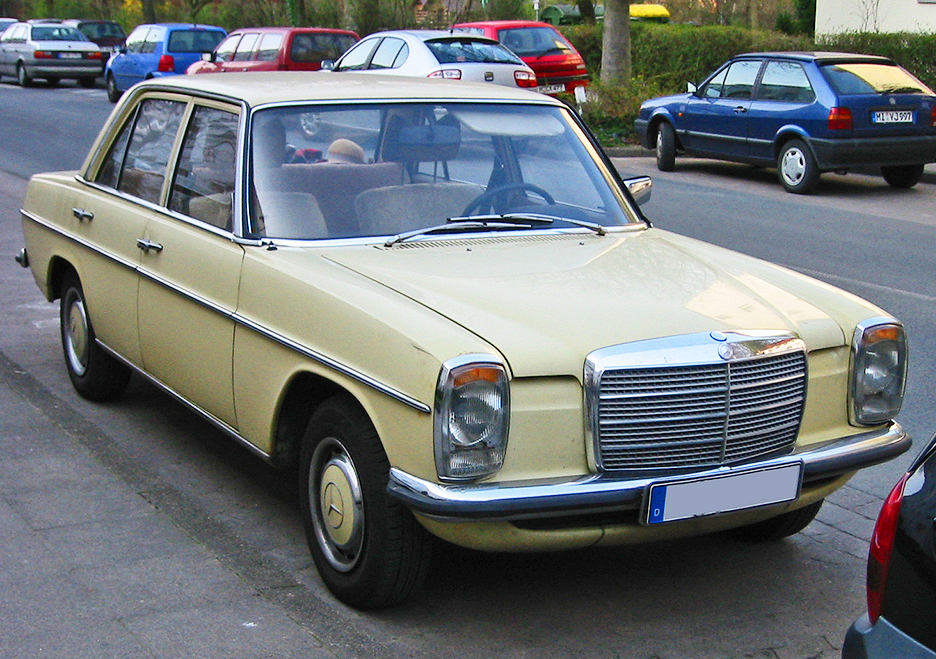
메르세데스-벤츠 200D(후기형) 정측면
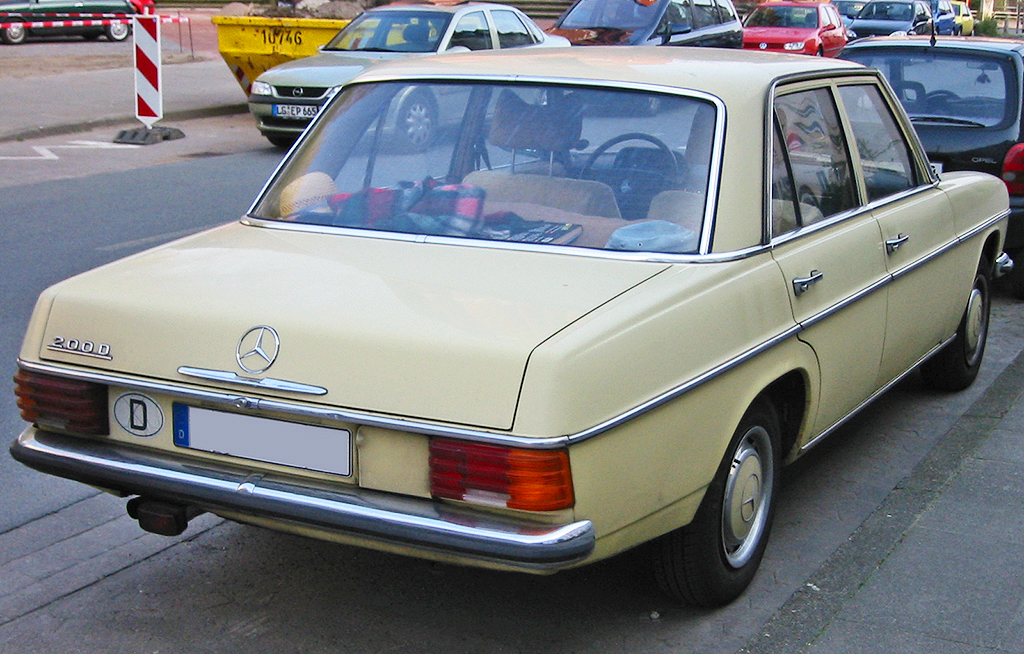
메르세데스-벤츠 200D(후기형) 후측면

## 5세대(W123/S123/C123/V123/F123)

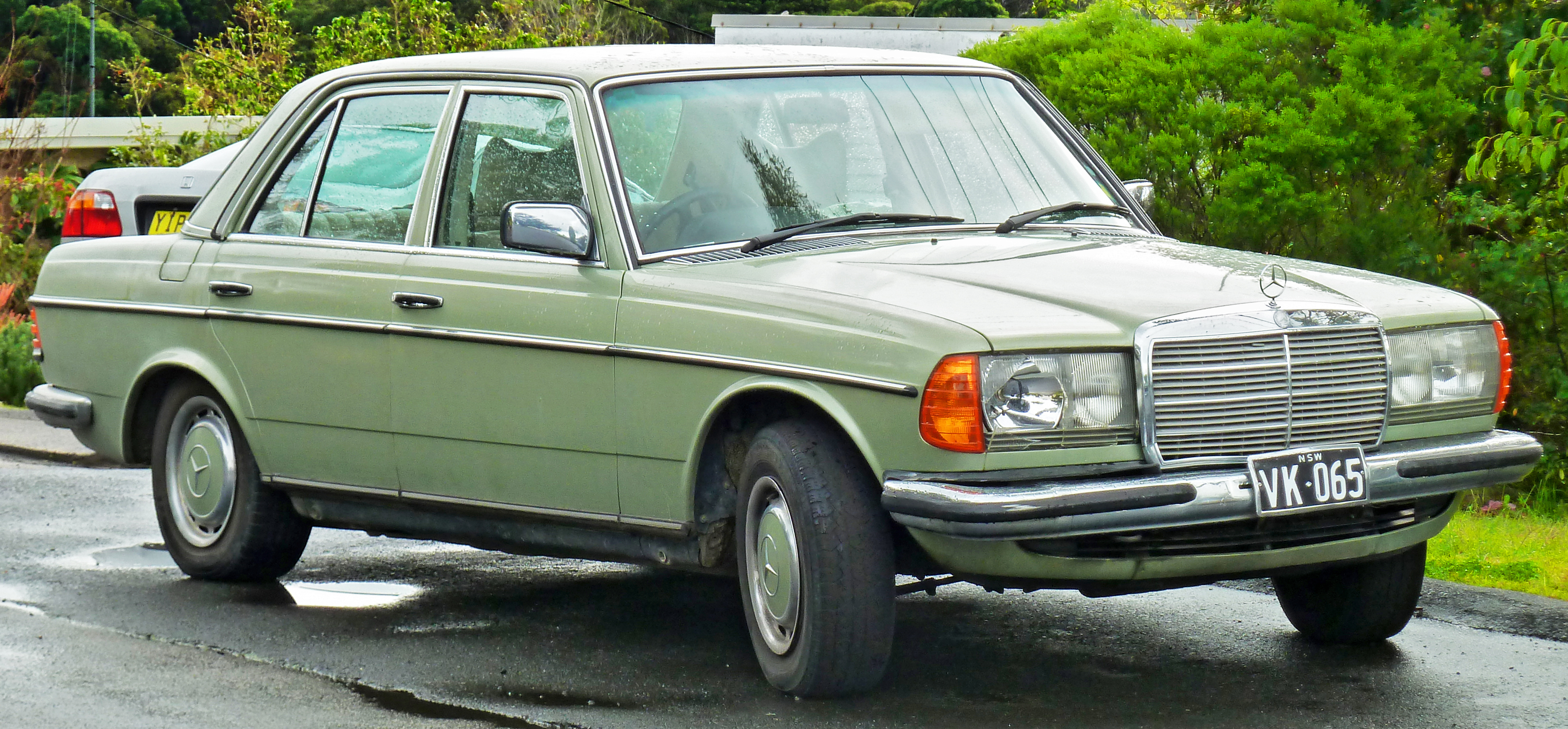
메르세데스-벤츠 280E(전기형) 정측면

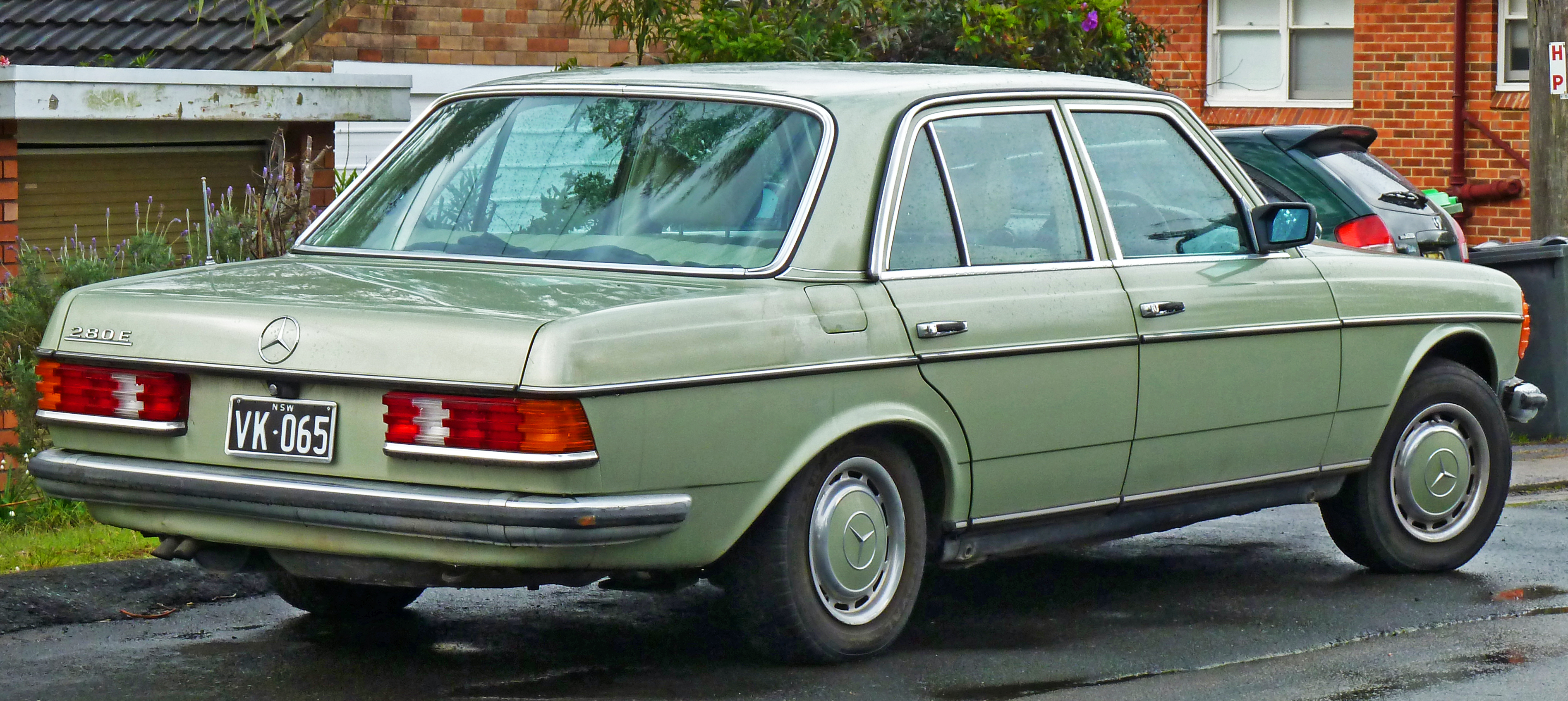
메르세데스-벤츠 280E(전기형) 후측면

1976년에 세단이 먼저 출시되었고, 1977년에는 리무진, 스테이션 왜건, 쿠페가 선보였다. 리무진의 휠 베이스는 세단보다 630mm 긴 3,425mm였으며, 3열 시트가 적용되어 택시나 호텔 업무용 차 등으로 쓰였다. 그해 역대 E 클래스 중 T-모델이라고 불린 스테이션 왜건이 처음 선보였고, 옵션으로 7인승도 있었다. 1981년에는 운전석 에어백과 ABS가 옵션으로 새롭게 설정되었다. 쿠페는 낮은 전고와 프레임리스 도어가 적용되어 스포티한 느낌을 더했다. 모든 바디 타입의 총 생산 대수는 2,696,914대에 이른다.

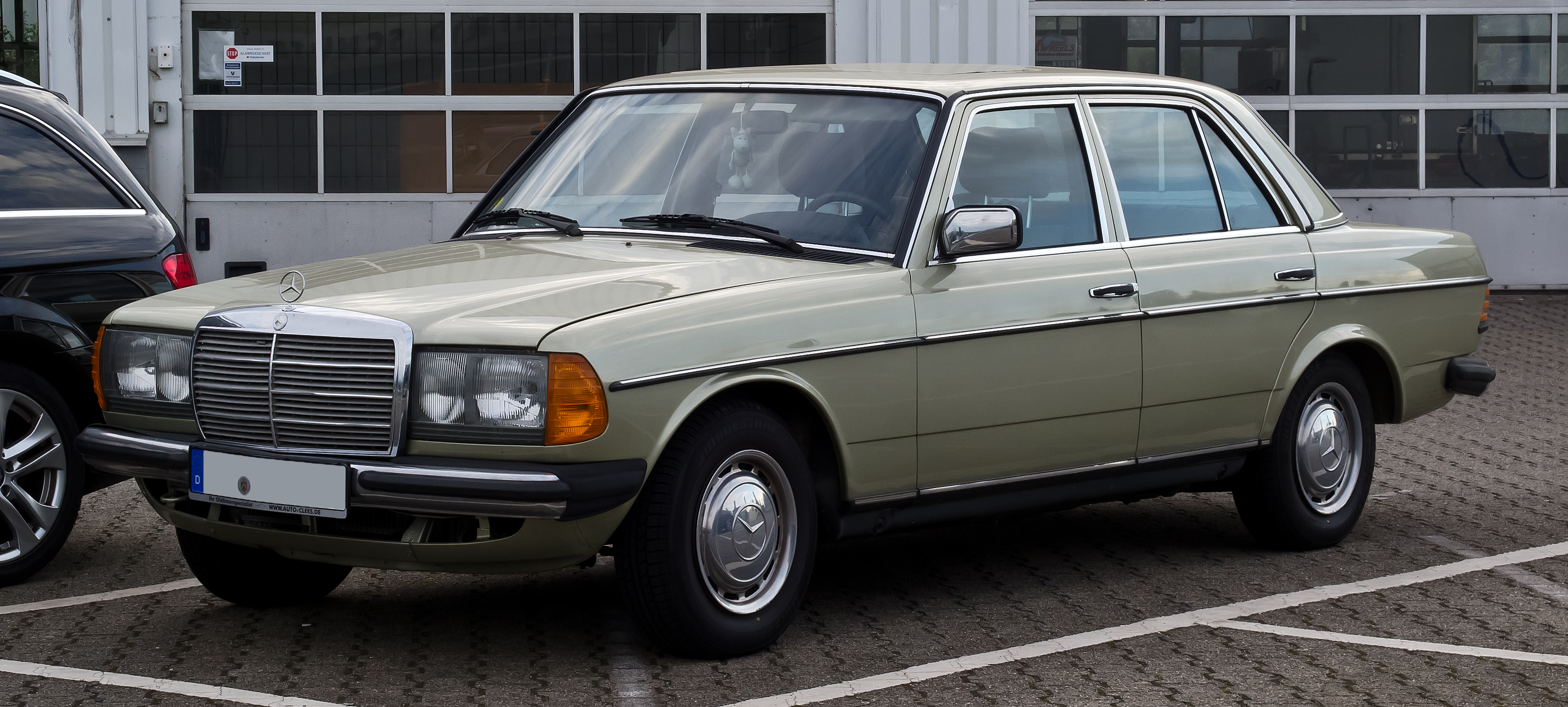
메르세데스-벤츠 240D(후기형) 정측면
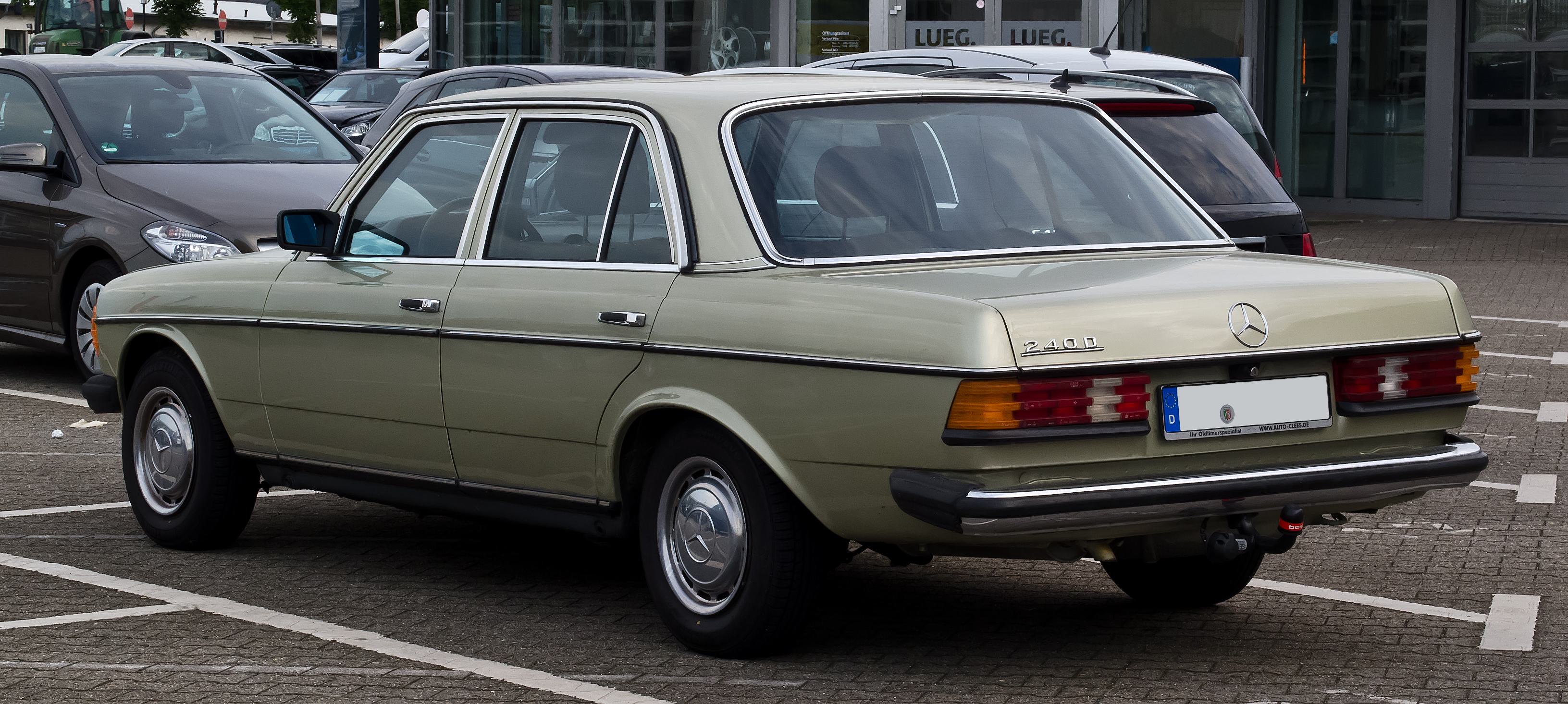
메르세데스-벤츠 240D(후기형) 후측면

## 6세대(W124/S124/C124/A124)

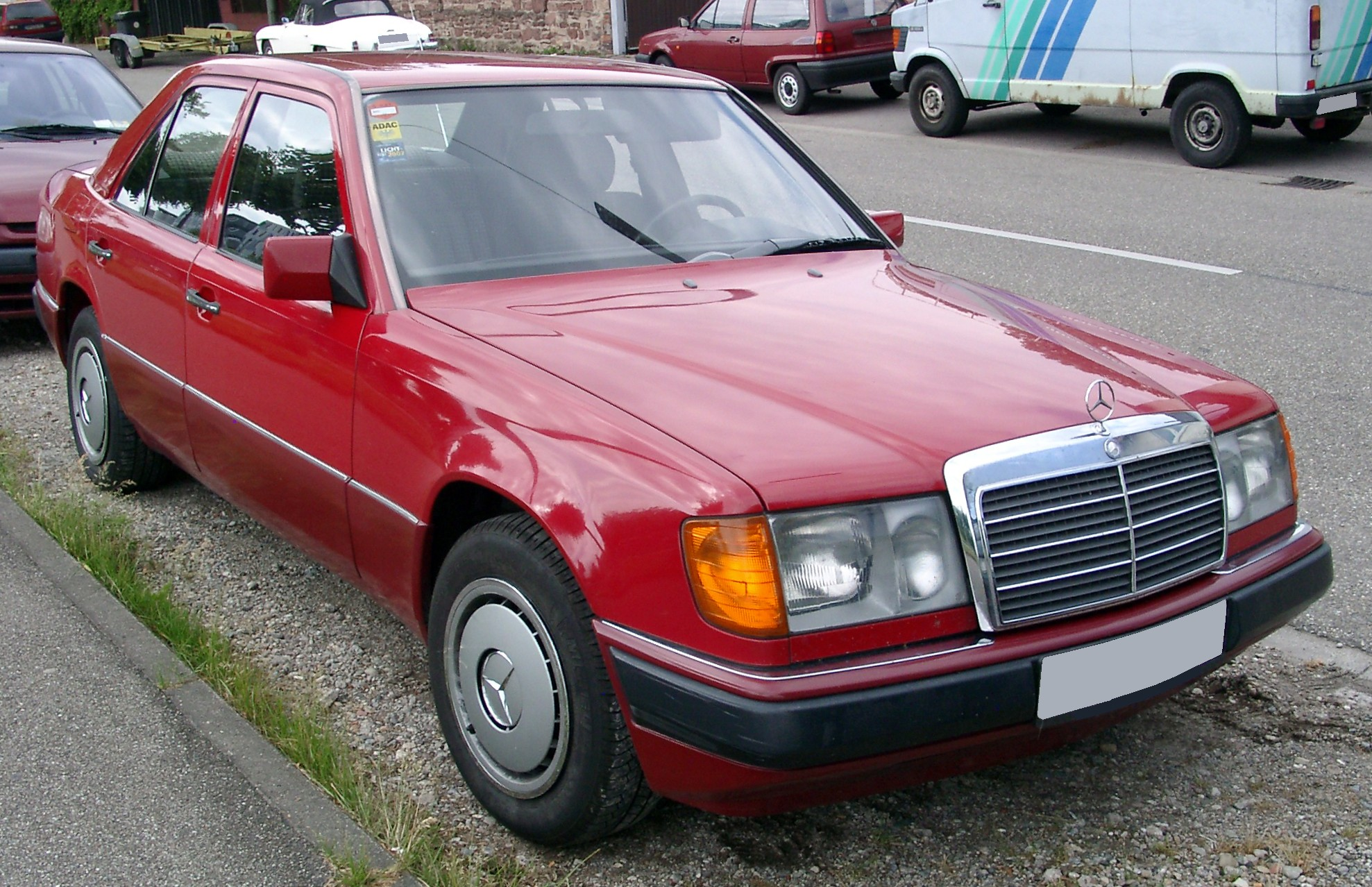
메르세데스-벤츠 E 클래스(전기형) 정측면

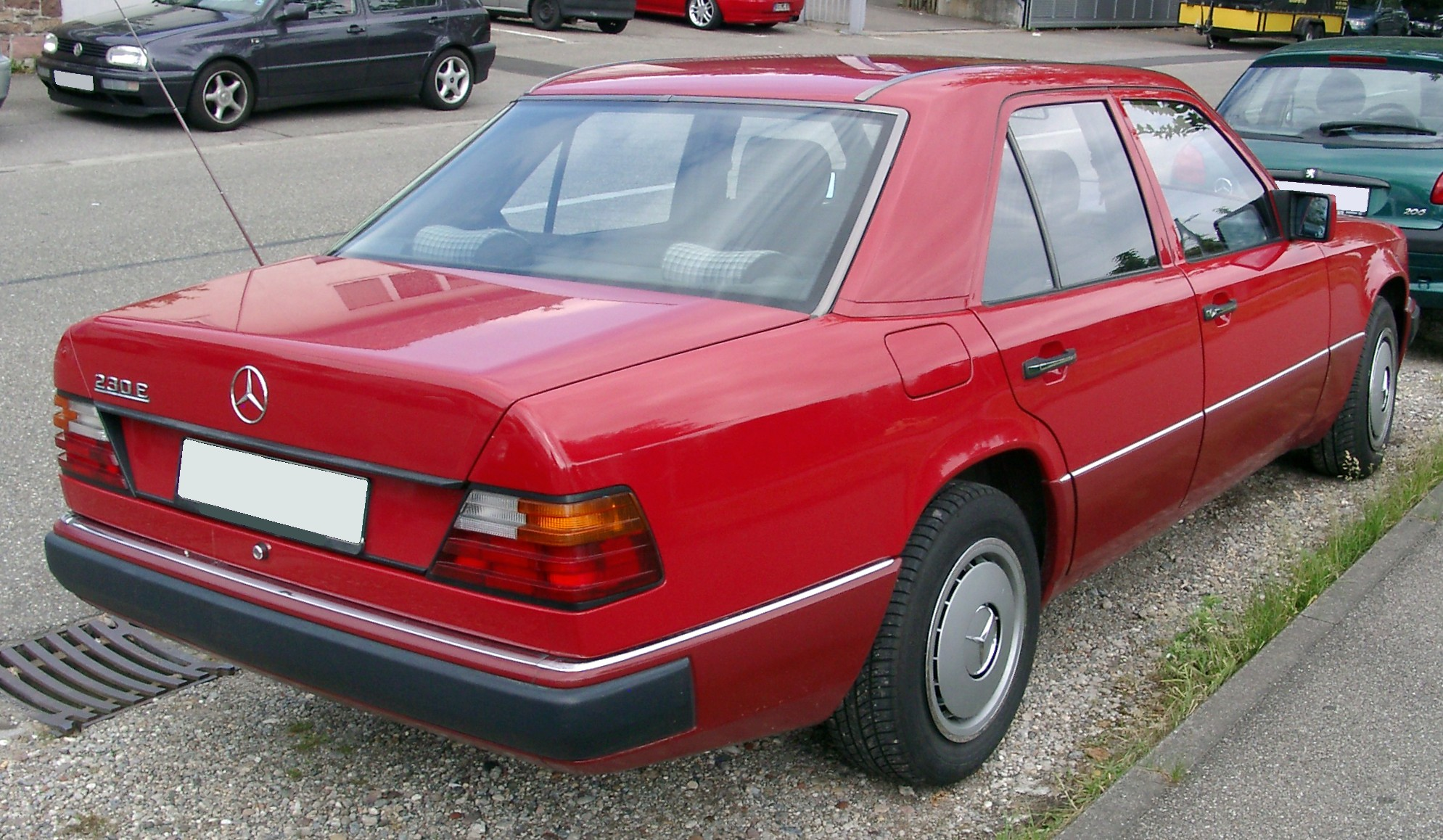
메르세데스-벤츠 E 클래스(전기형) 후측면

1984년에 출시되었다. 리어 서스펜션은 오랫동안 이어진 세미 트레일링 암에서 멀티 링크로 변경되었다. 공기 저항 계수(Cd)는 메르세데스-벤츠 차량 중 최초로 0.29를 기록했다. 8기통 4.2L 가솔린 엔진이 장착된 400E와 8기통 5.0L 가솔린 엔진이 장착된 500E는 역대 E 클래스 중 8기통 엔진이 처음 쓰였다. 그 중 1991년부터 1995년까지 10,479대가 생산된 500E는 포르쉐와의 합작품이며, 포르쉐가 만든 메르세데스-벤츠로 불렸다. 500E는 포르쉐 공장에서 수제작으로 OEM 생산되어 메르세데스-벤츠에 납품되었다. 500SL에 달렸던 326마력 V8 5.0L 가솔린 엔진과 4단 자동변속기가 장착되어 최고 시속 249km/h를 기록했다. 그래서 500E는 양의 탈을 쓴 늑대라는 별명을 얻었다. 1993년에 페이스 리프트를 거쳐 비로소 E 클래스라는 차명을 갖게 되었고, 트림명도 3자리 수+명칭에서 명칭+3자리 수로 바뀌었다. W124의 후륜구동 플랫폼은 쌍용 체어맨(1세대)에 적용된 플랫폼의 모태로 알려져 있다.

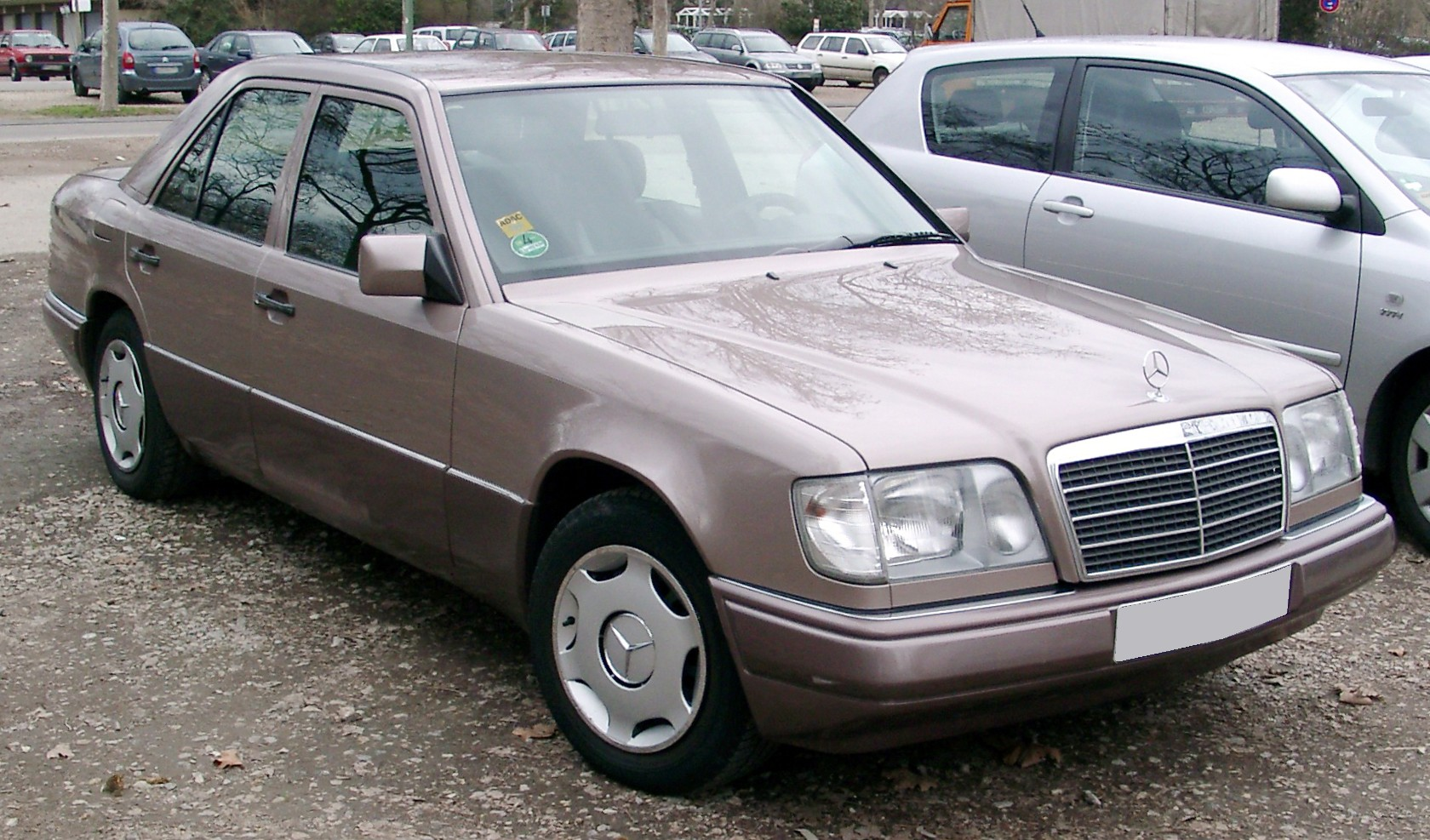
메르세데스-벤츠 E 클래스(후기형) 정측면
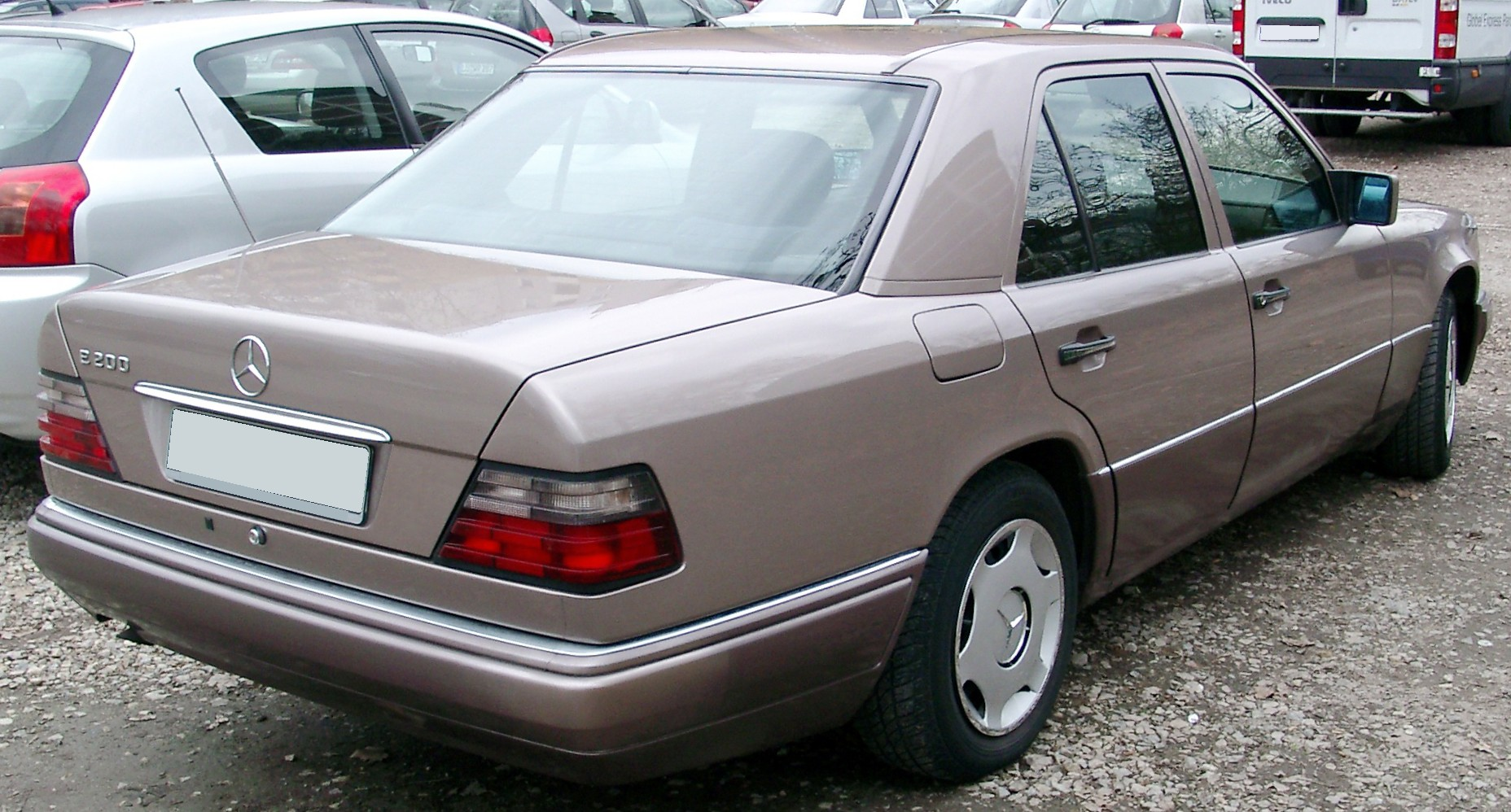
메르세데스-벤츠 E 클래스(후기형) 후측면
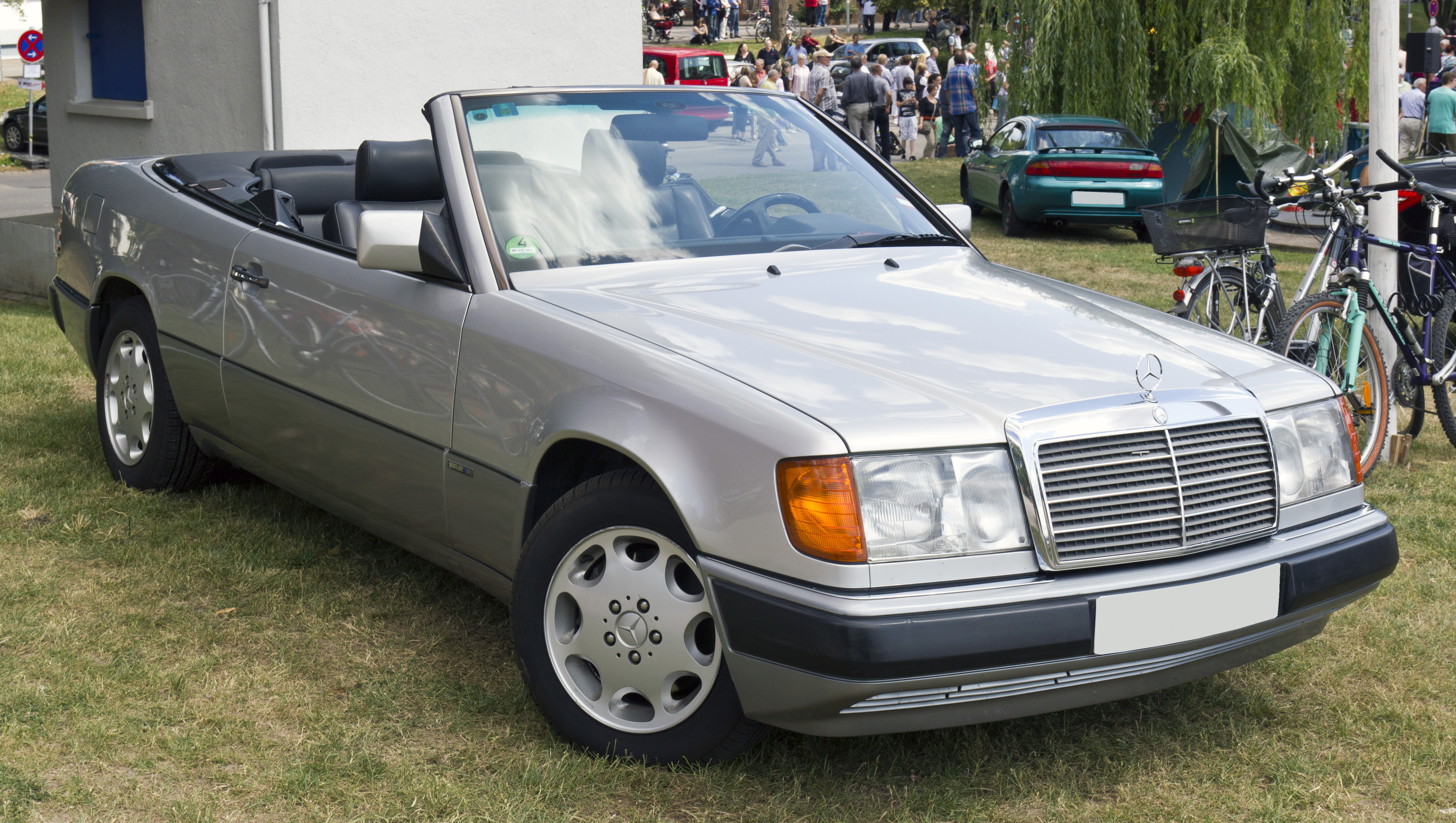
메르세데스-벤츠 E 클래스 카브리올레(전기형) 정측면
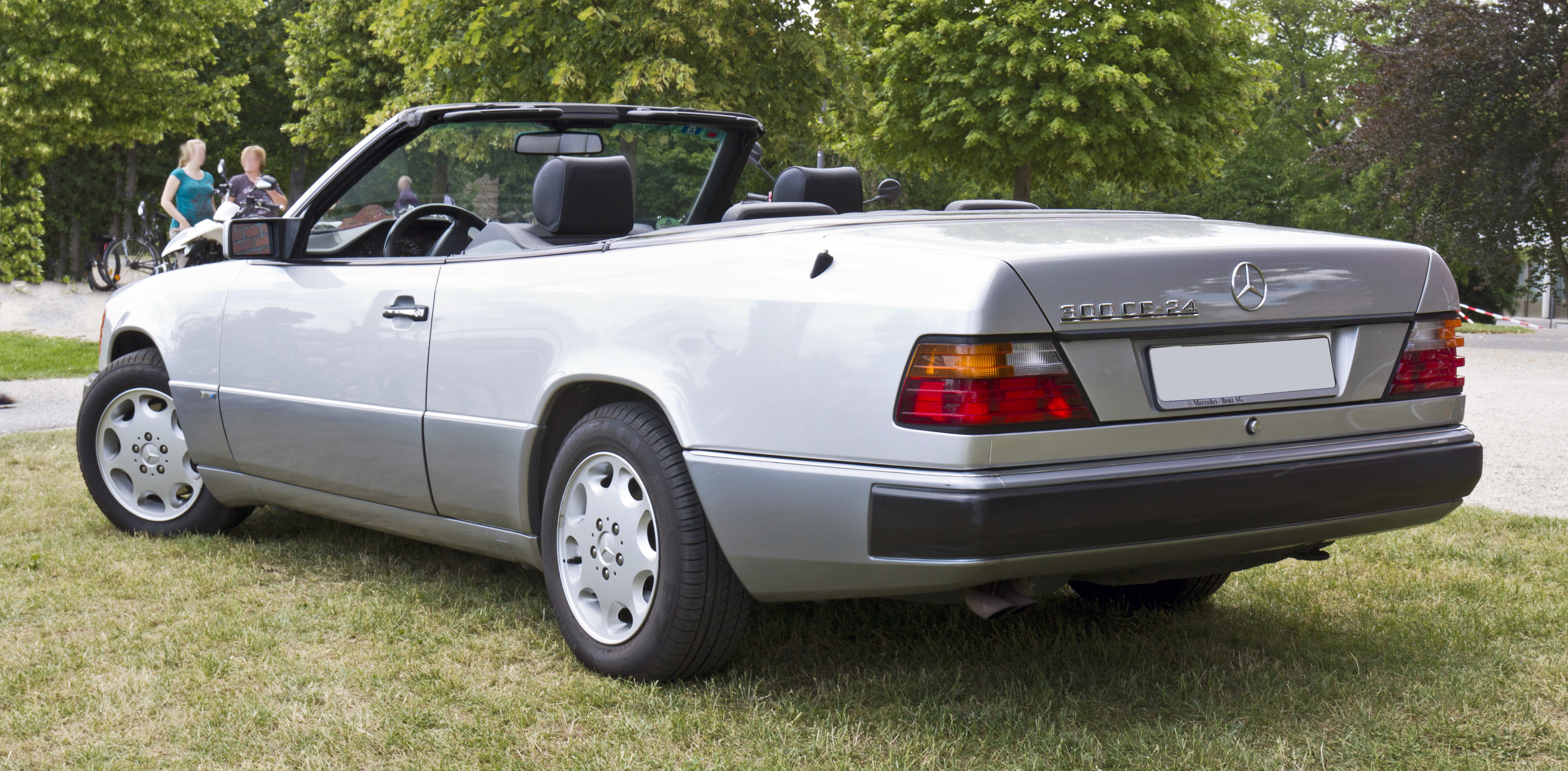
메르세데스-벤츠 E 클래스 카브리올레(전기형) 후측면
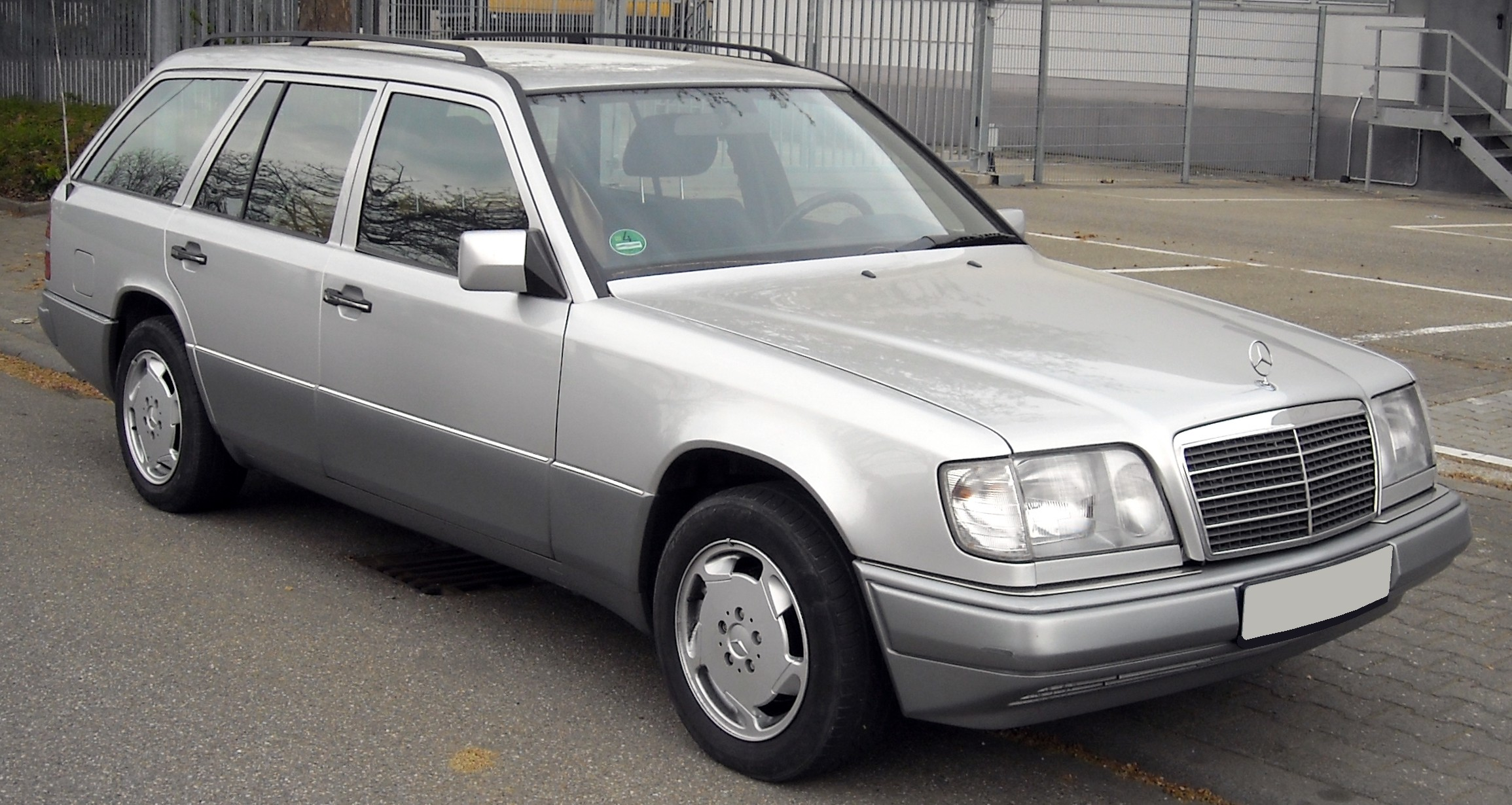
메르세데스-벤츠 E 클래스 왜건(후기형) 정측면
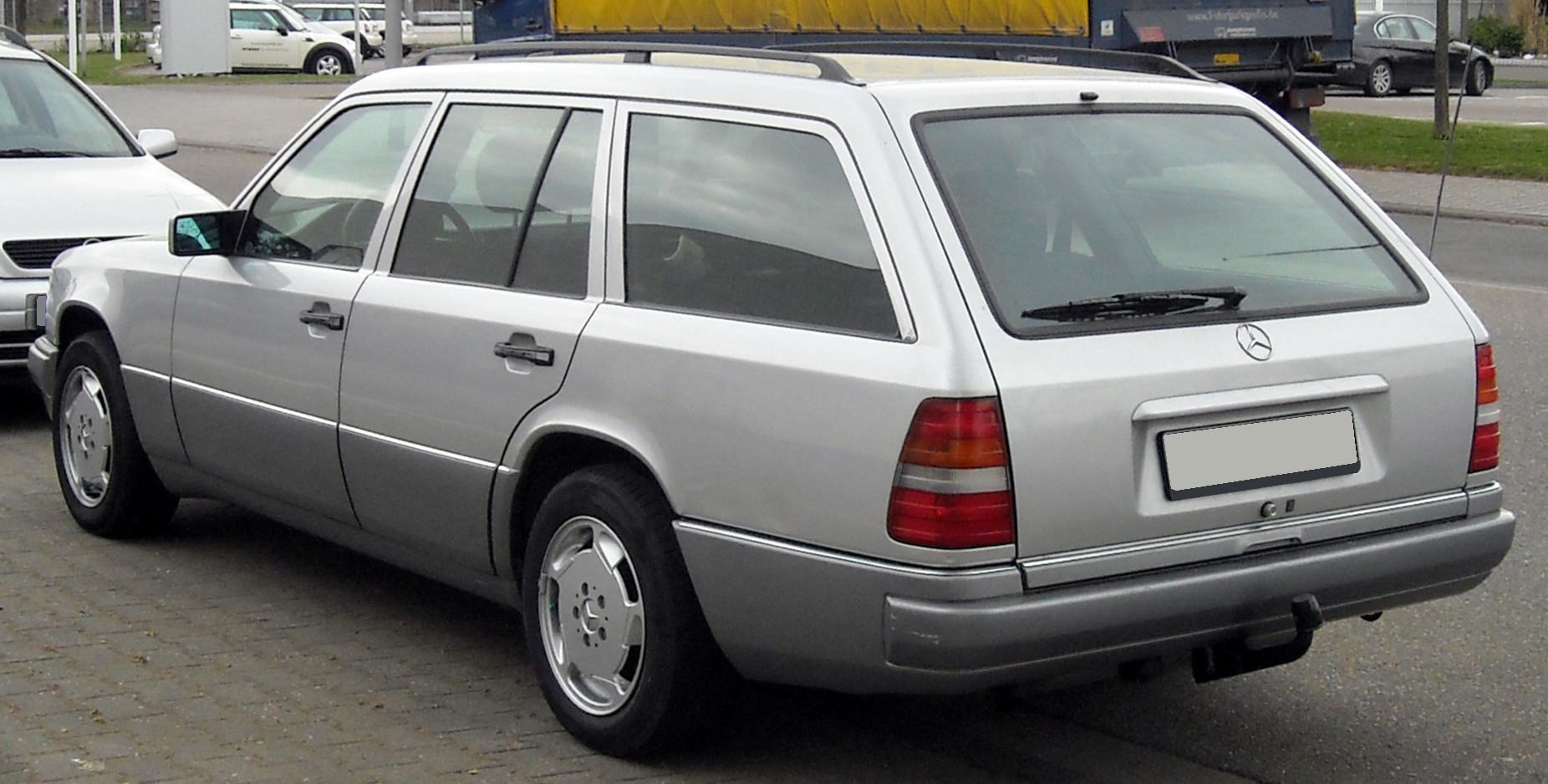
메르세데스-벤츠 E 클래스 왜건(후기형) 후측면

## 7세대(W210/S210)

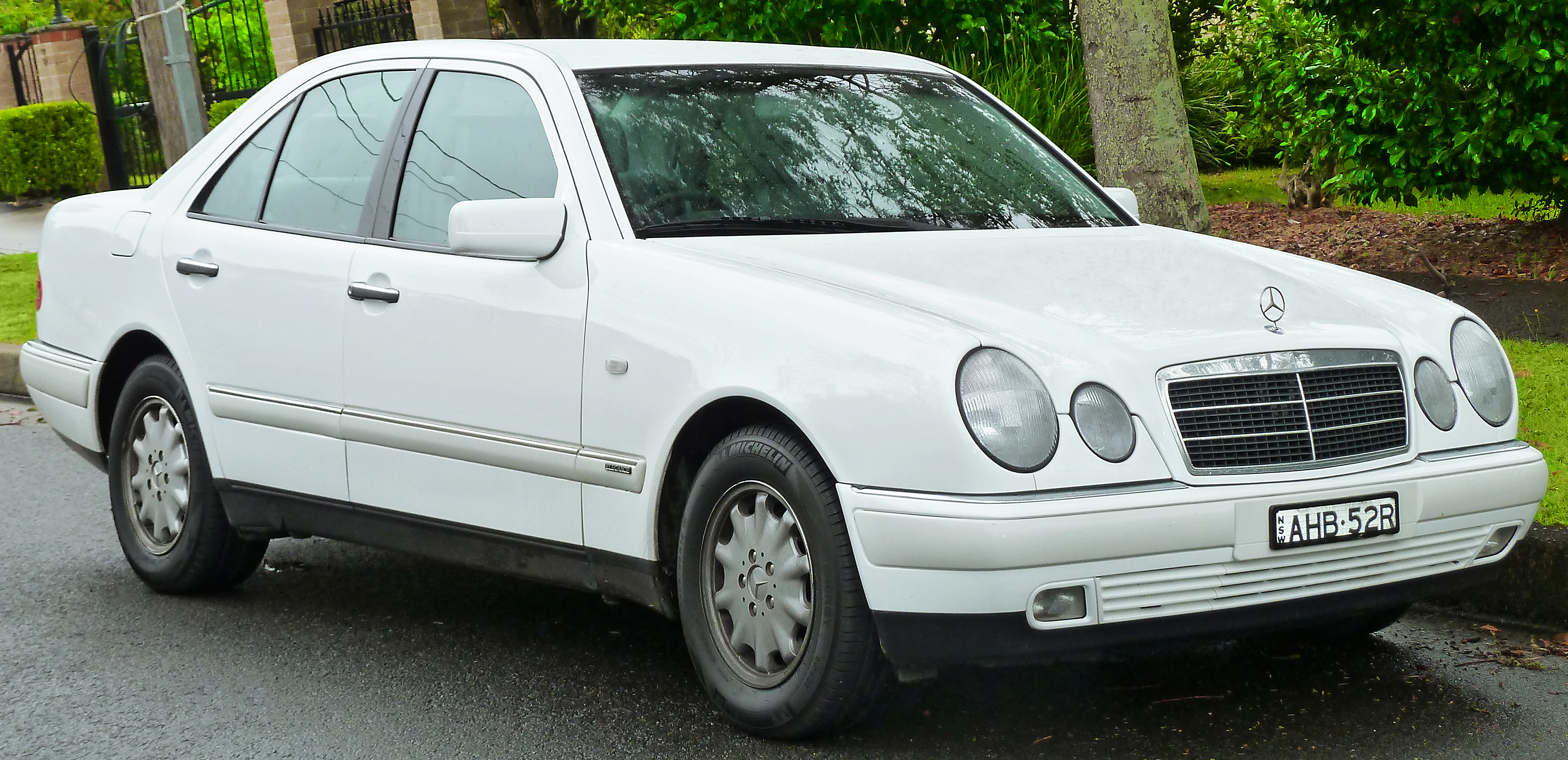
메르세데스-벤츠 E 클래스(전기형) 정측면

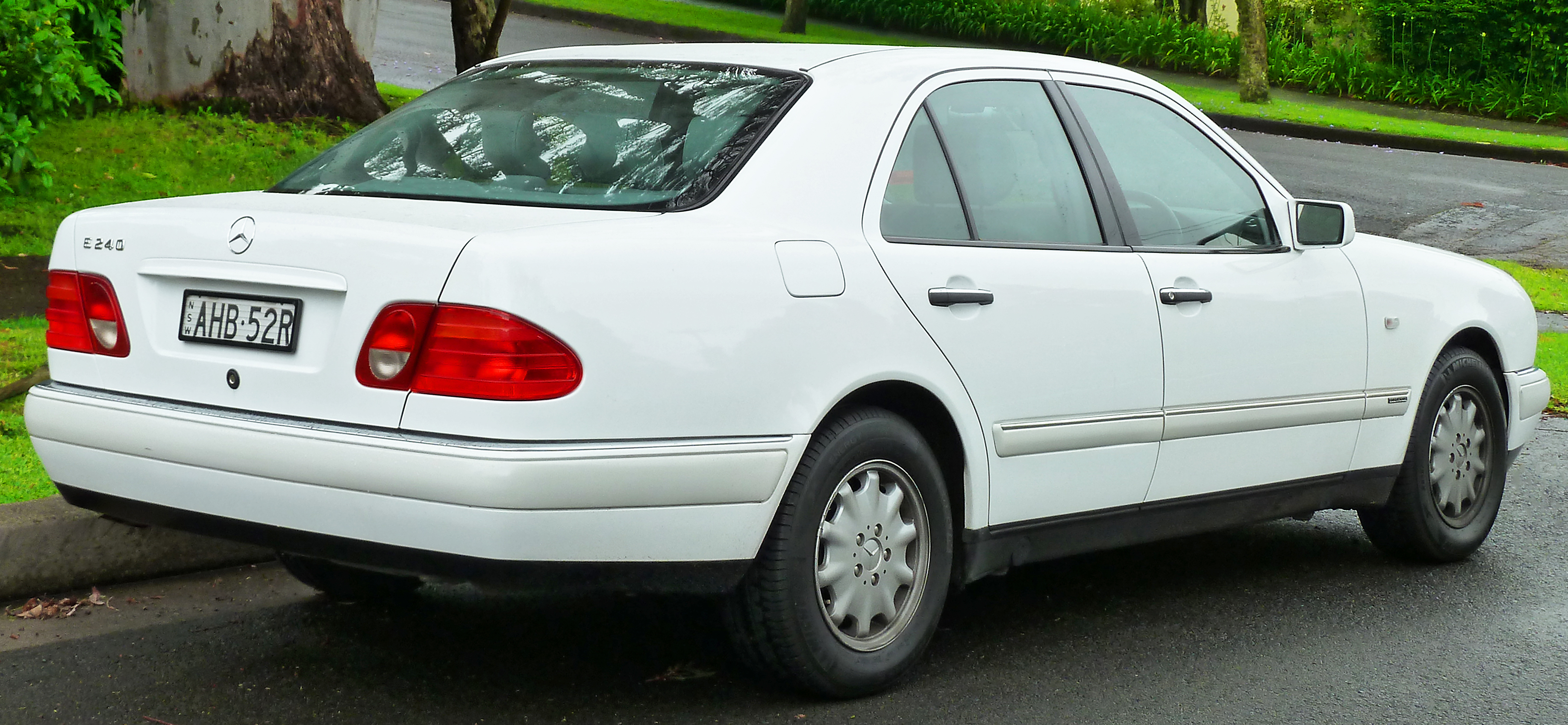
메르세데스-벤츠 E 클래스(전기형) 후측면

1995년에 출시되었다. 타원형의 트윈 헤드 램프가 특징이며, 레드닷 디자인 어워드에도 선정되었다. 프론트 서스펜션은 맥퍼슨 스트럿에서 더블 위시본으로 바뀌었다. 세계 최초로 사이드 에어백이 도어에 내장되었고, ASR과 ESP도 설정되는 등 안전성을 높였다. 풀 오토 에어컨, 내비게이션 등 편의 사양도 적용되었다. 클래식, 엘레강스, 아방가르드 트림도 이때 처음 선보였다. 1998년에 페이스 리프트를 거쳐 일부 디자인이 변경되었다.

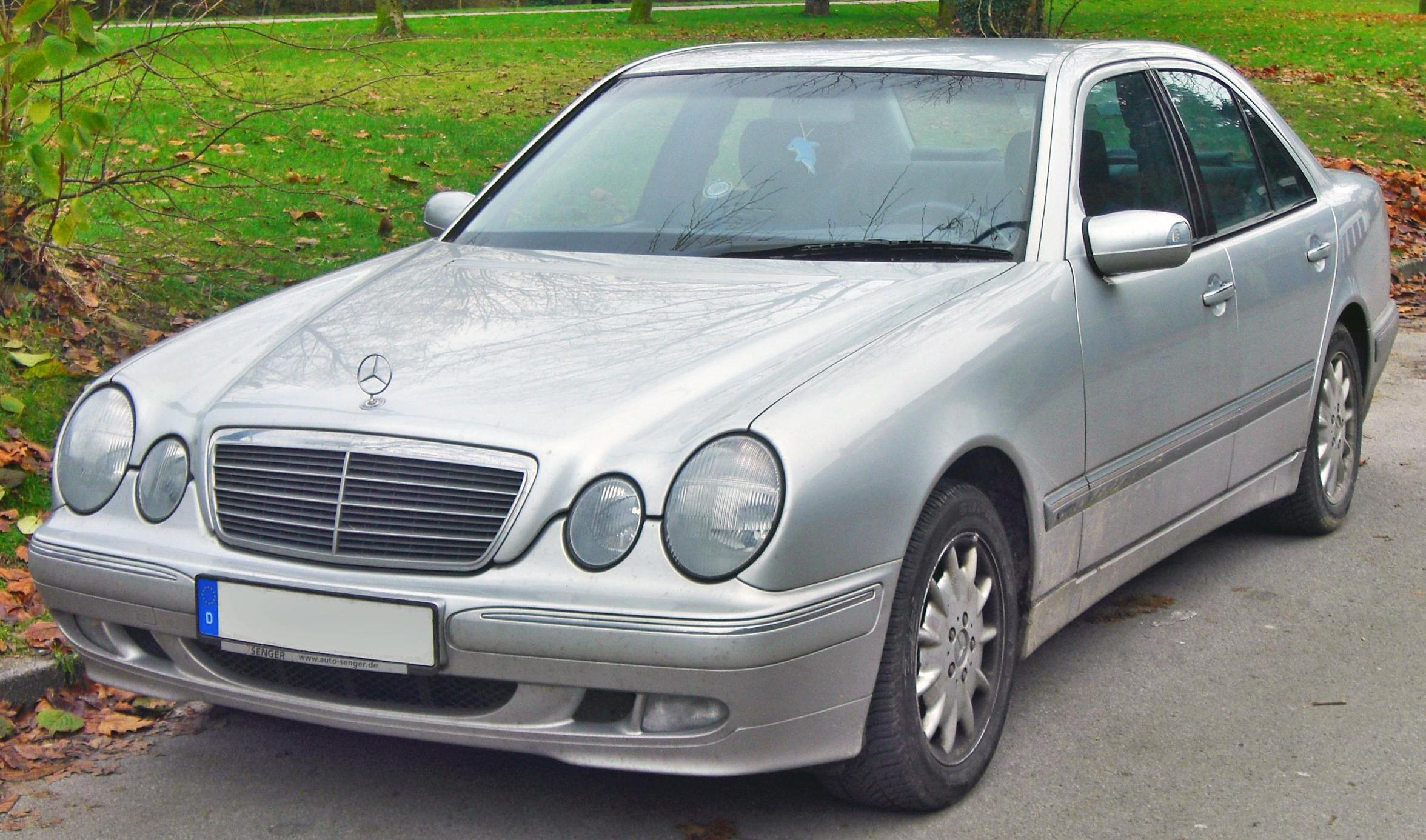
메르세데스-벤츠 E 클래스(후기형) 정측면
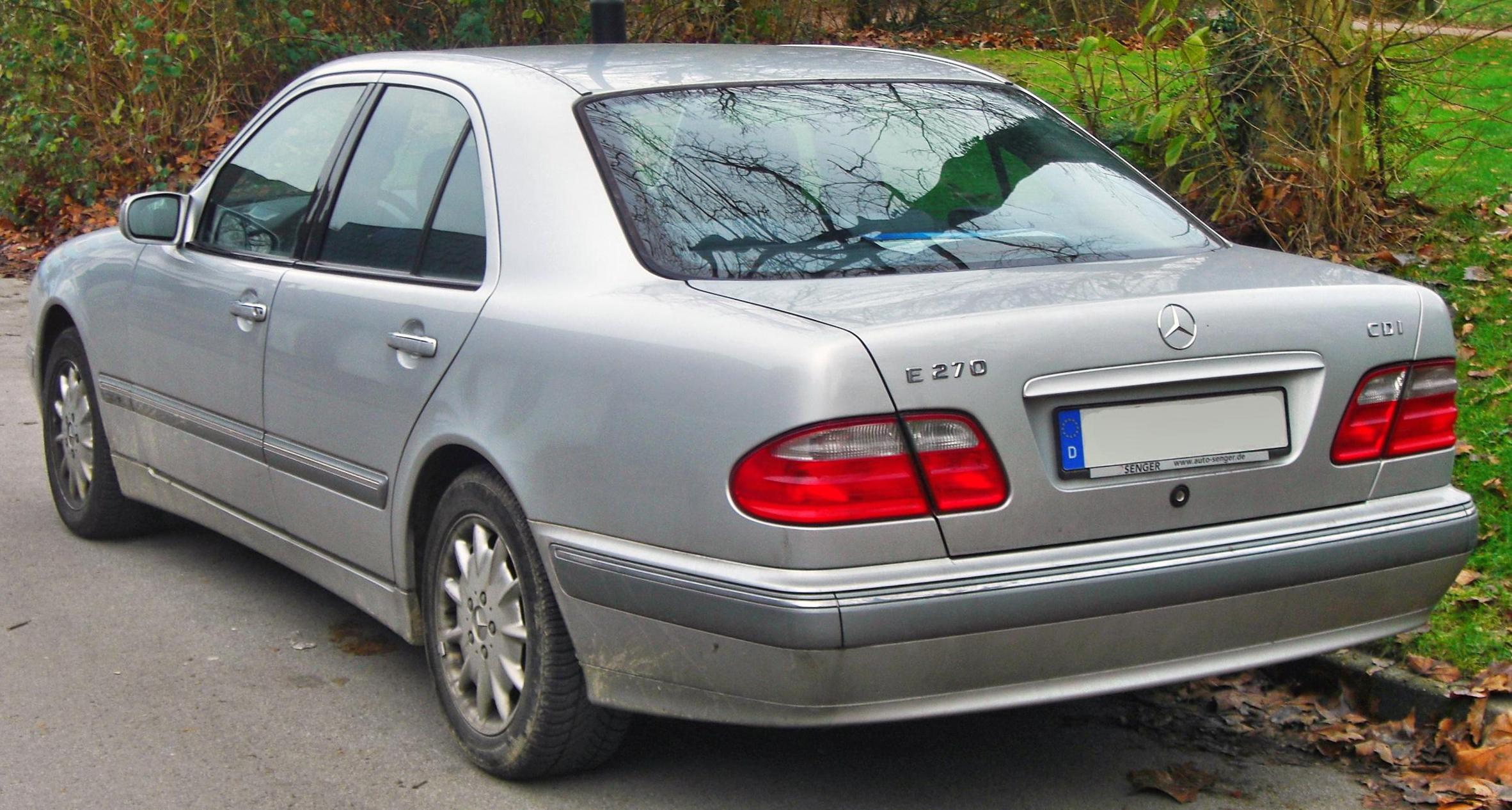
메르세데스-벤츠 E 클래스(후기형) 후측면
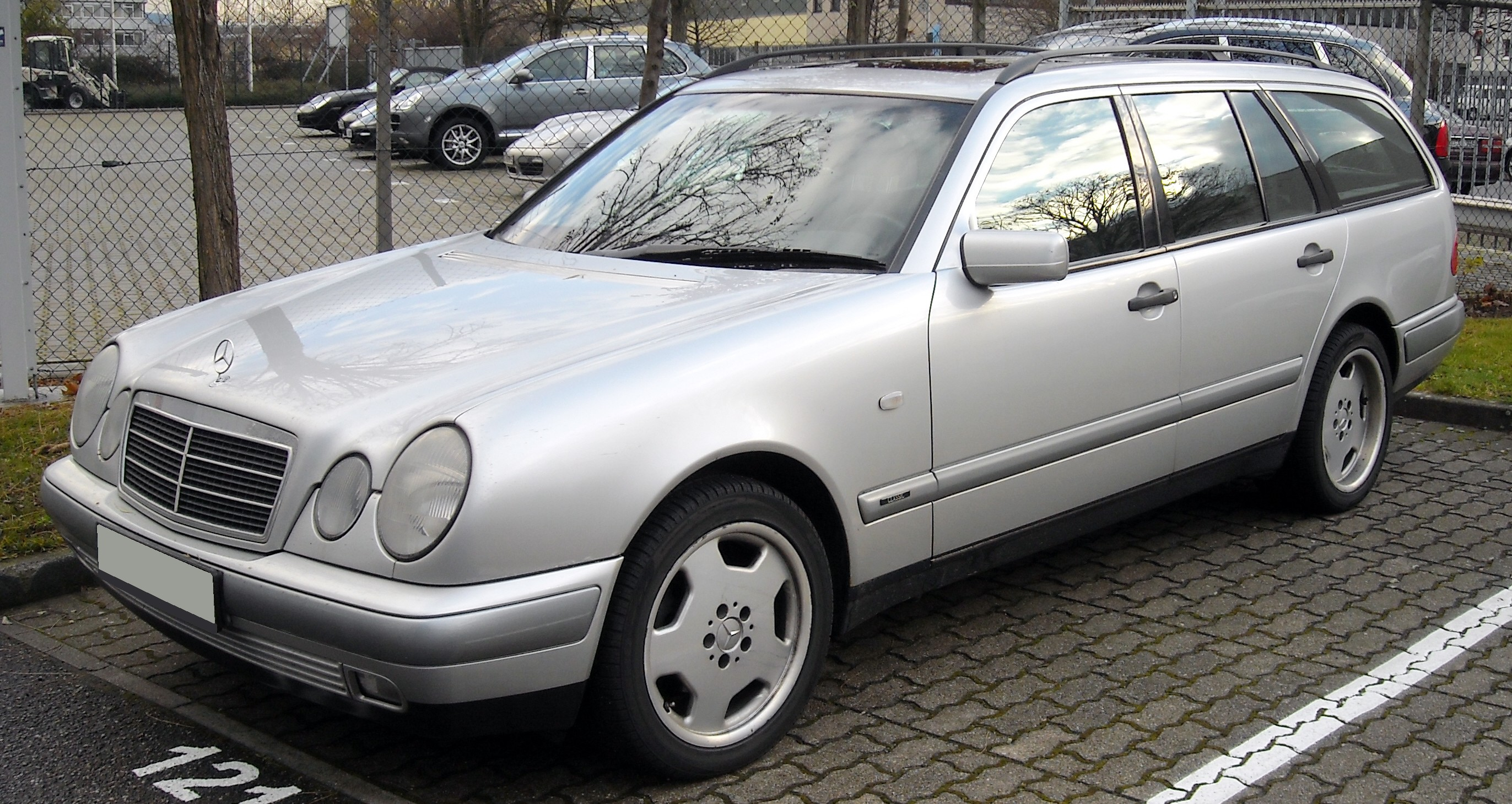
메르세데스-벤츠 E 클래스 왜건(전기형) 정측면
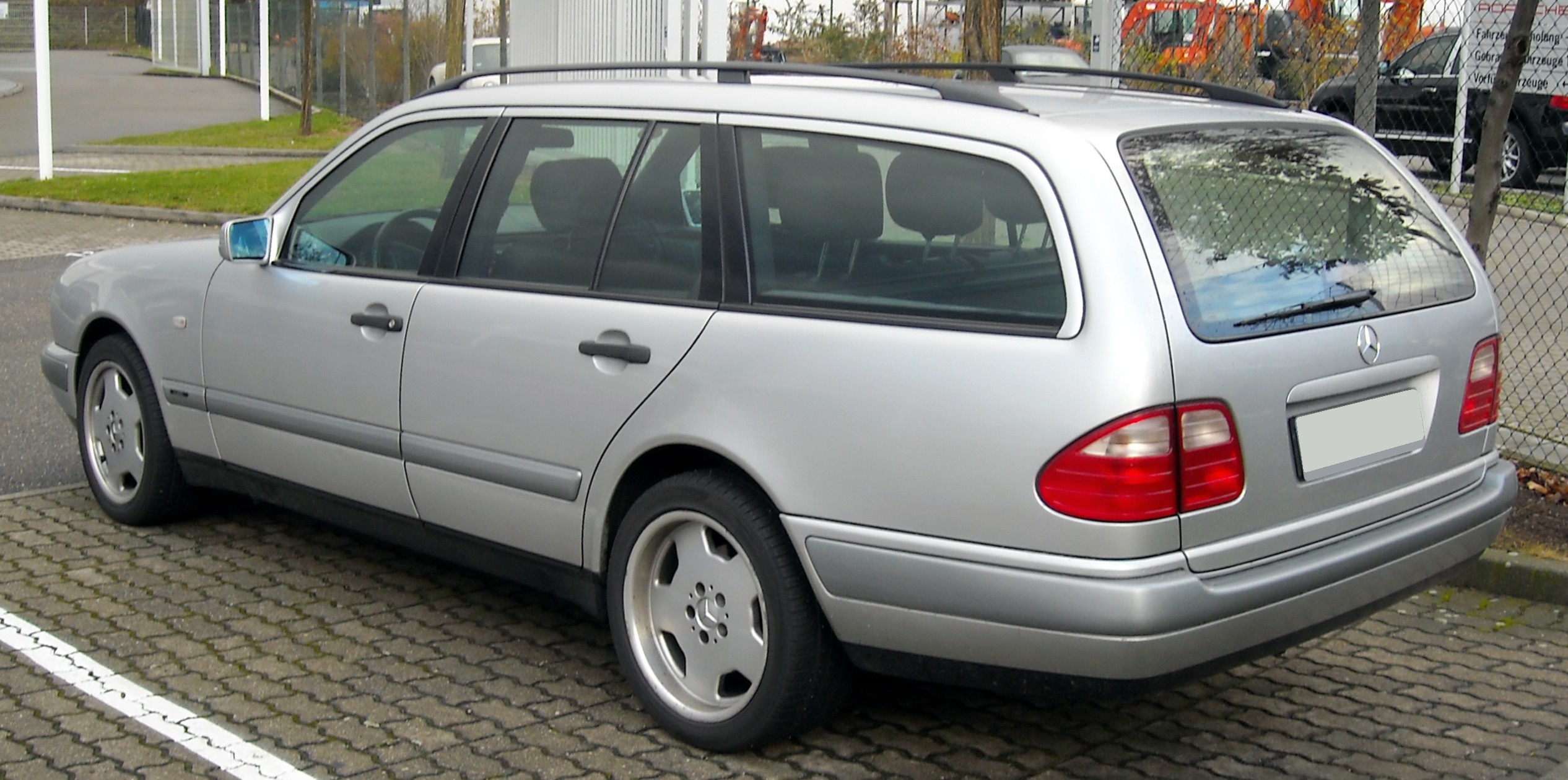
메르세데스-벤츠 E 클래스 왜건(전기형) 후측면
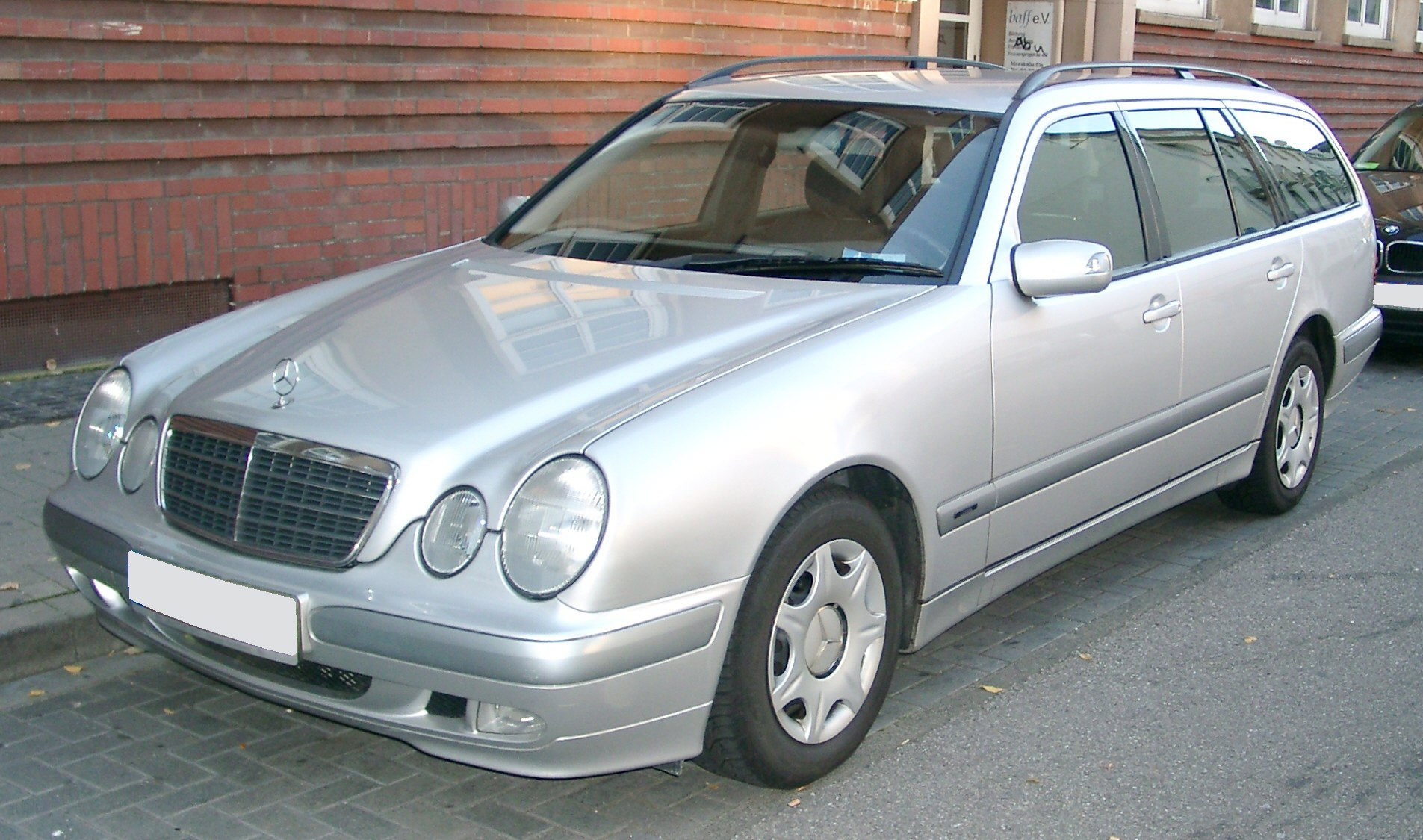
메르세데스-벤츠 E 클래스 왜건(후기형) 정측면
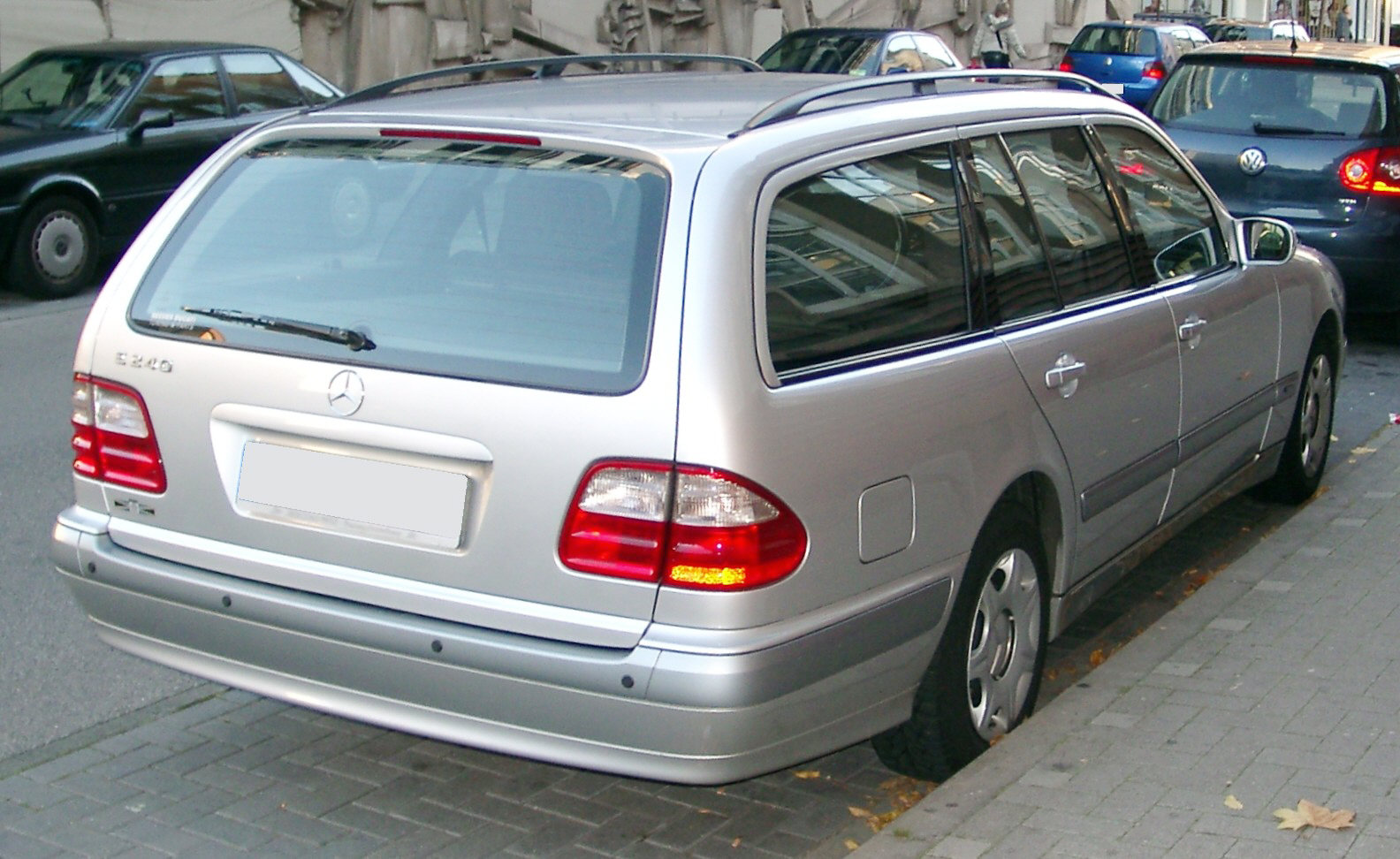
메르세데스-벤츠 E 클래스 왜건(후기형) 후측면

## 8세대(W211/S211)

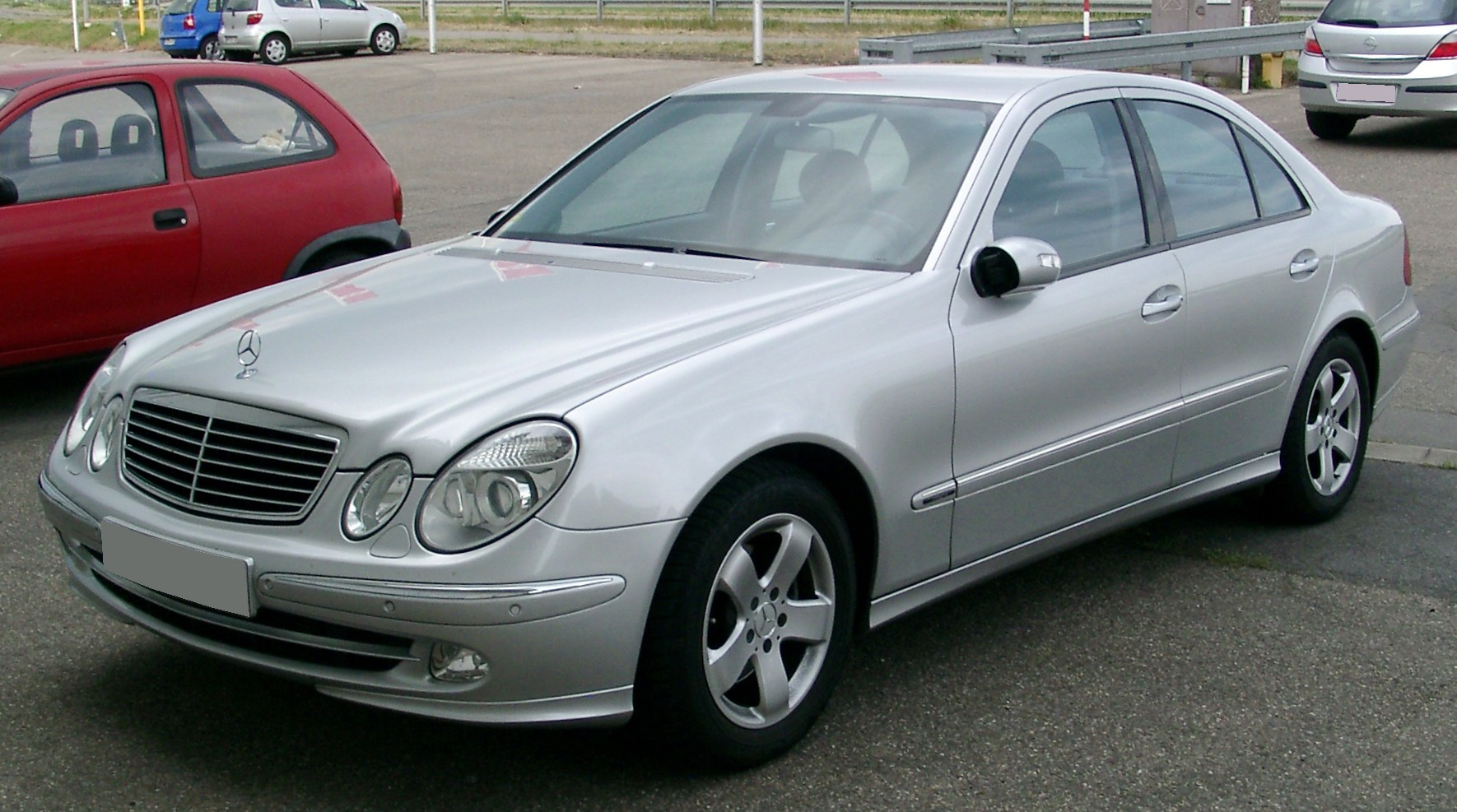
메르세데스-벤츠 E 클래스(전기형) 정측면

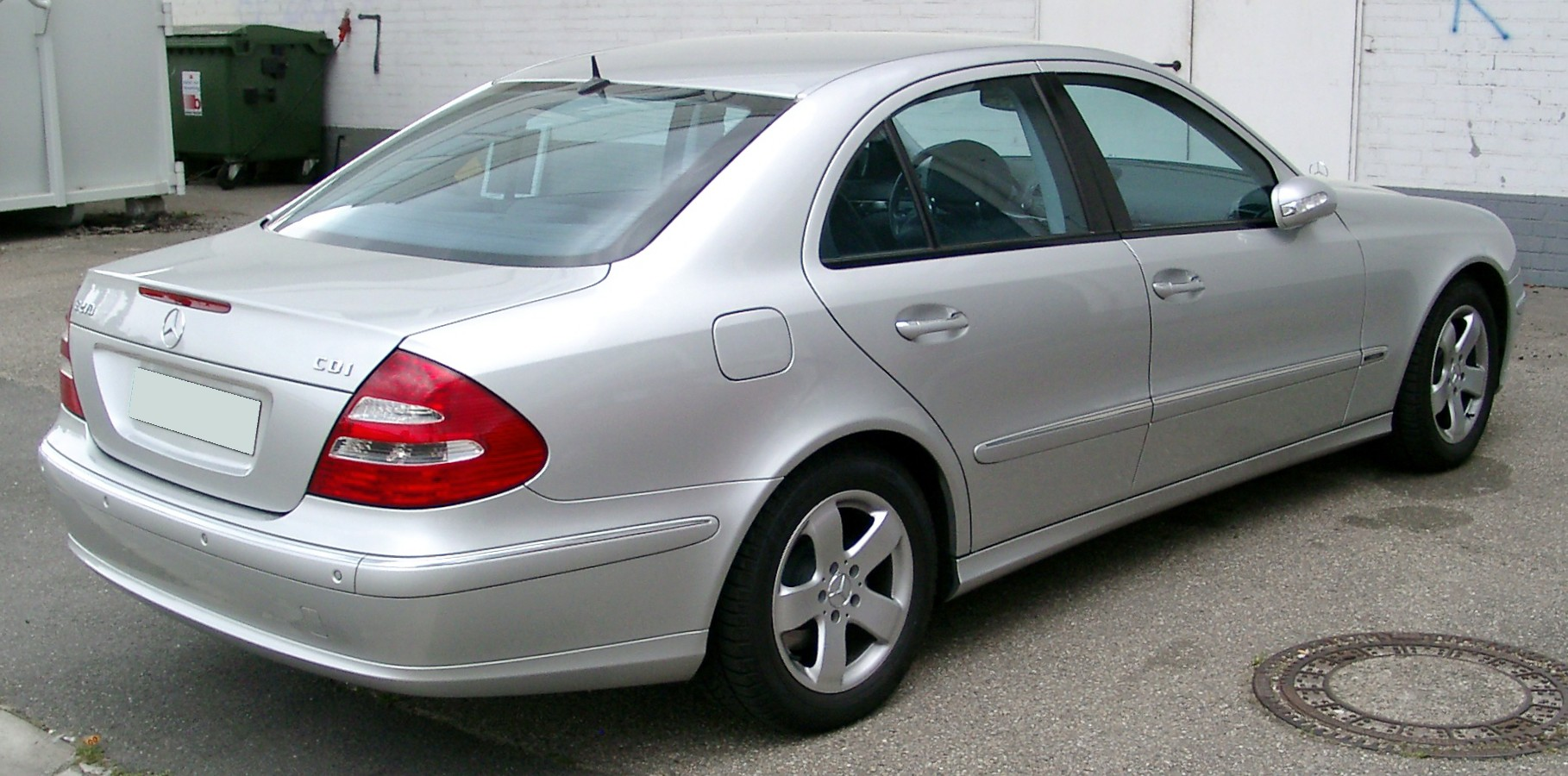
메르세데스-벤츠 E 클래스(전기형) 후측면

2002년에 선보였다. 기존의 트윈 헤드 램프를 더욱 경사지고, 스포티하게 다듬어 새롭게 만들었다. 공기 저항 계수(Cd)는 0.26. 액티브 바이-제논 헤드 램프, 전기 유압식 브레이크 시스템, 센서 조절식 전자동 에어컨 등이 기본 적용되었다. 2006년에는 페이스 리프트를 거쳐 프론트 범퍼가 V자형으로 바뀌는 등 공격적인 인상을 주었다. 이 세대부터 이 차량의 디젤 모델인 E220 CDI가 우리나라에서 2008년 쯤부터 팔리기 시작했다.

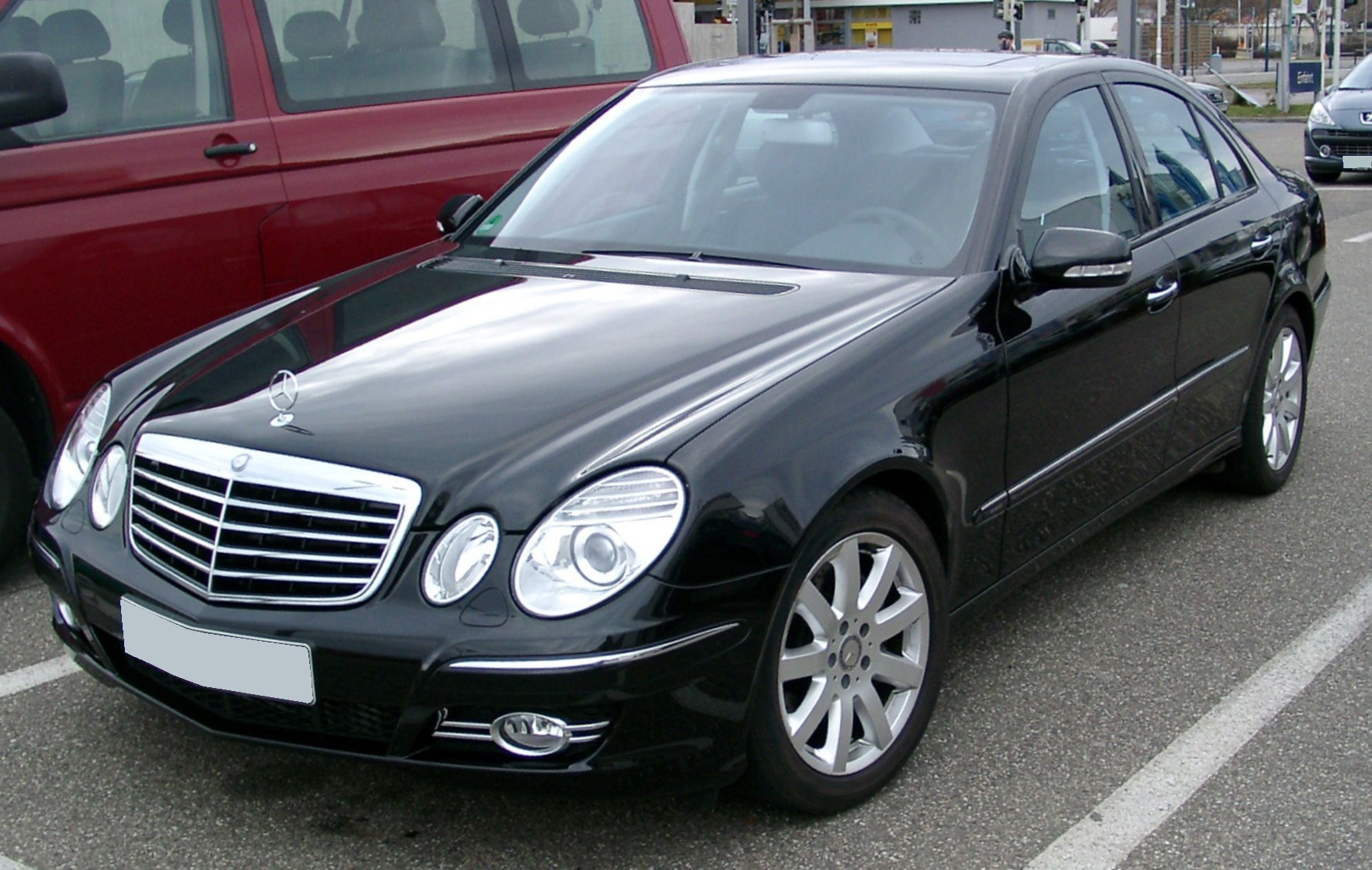
메르세데스-벤츠 E 클래스(후기형) 정측면
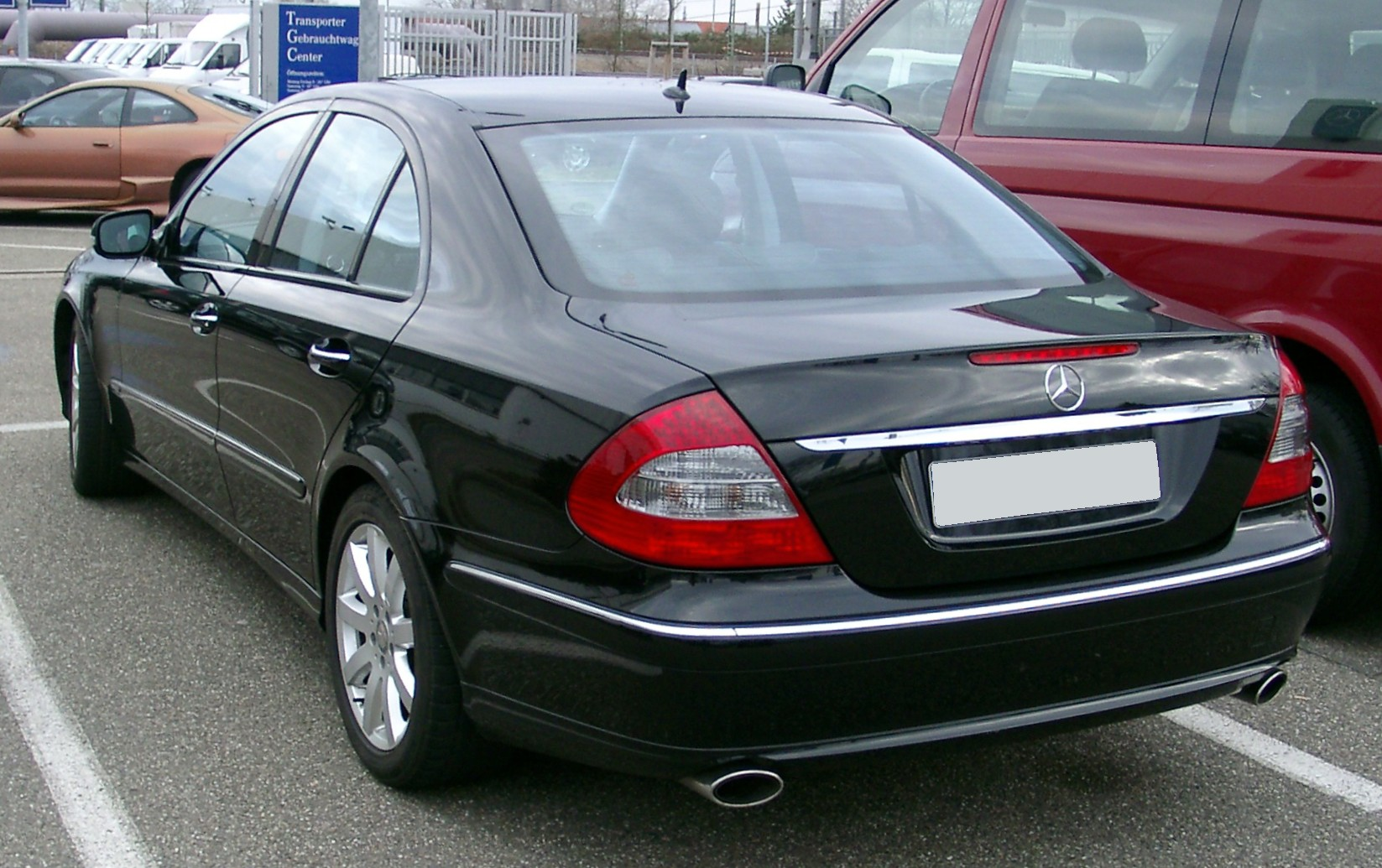
메르세데스-벤츠 E 클래스(후기형) 후측면
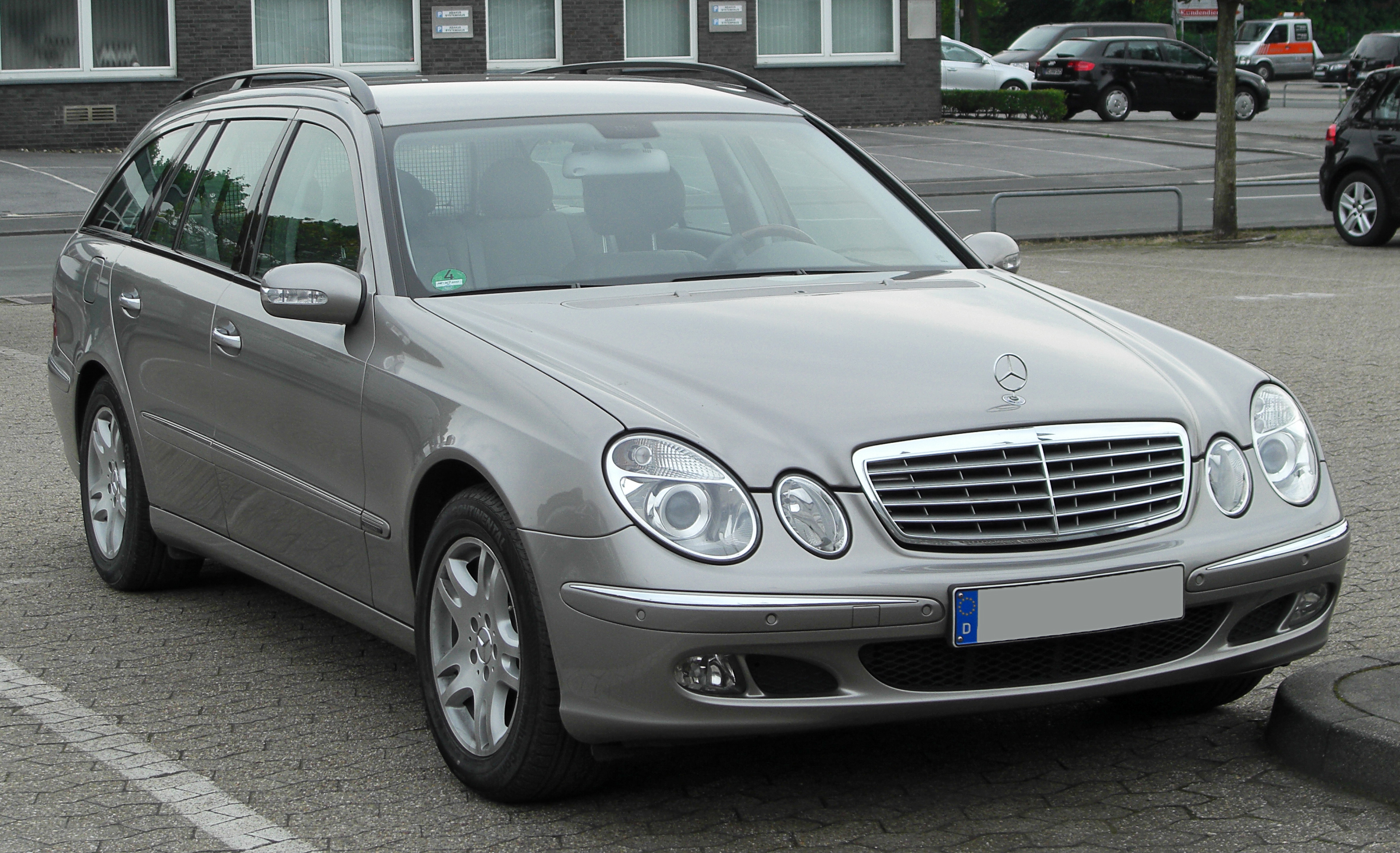
메르세데스-벤츠 E 클래스 왜건(전기형) 정측면
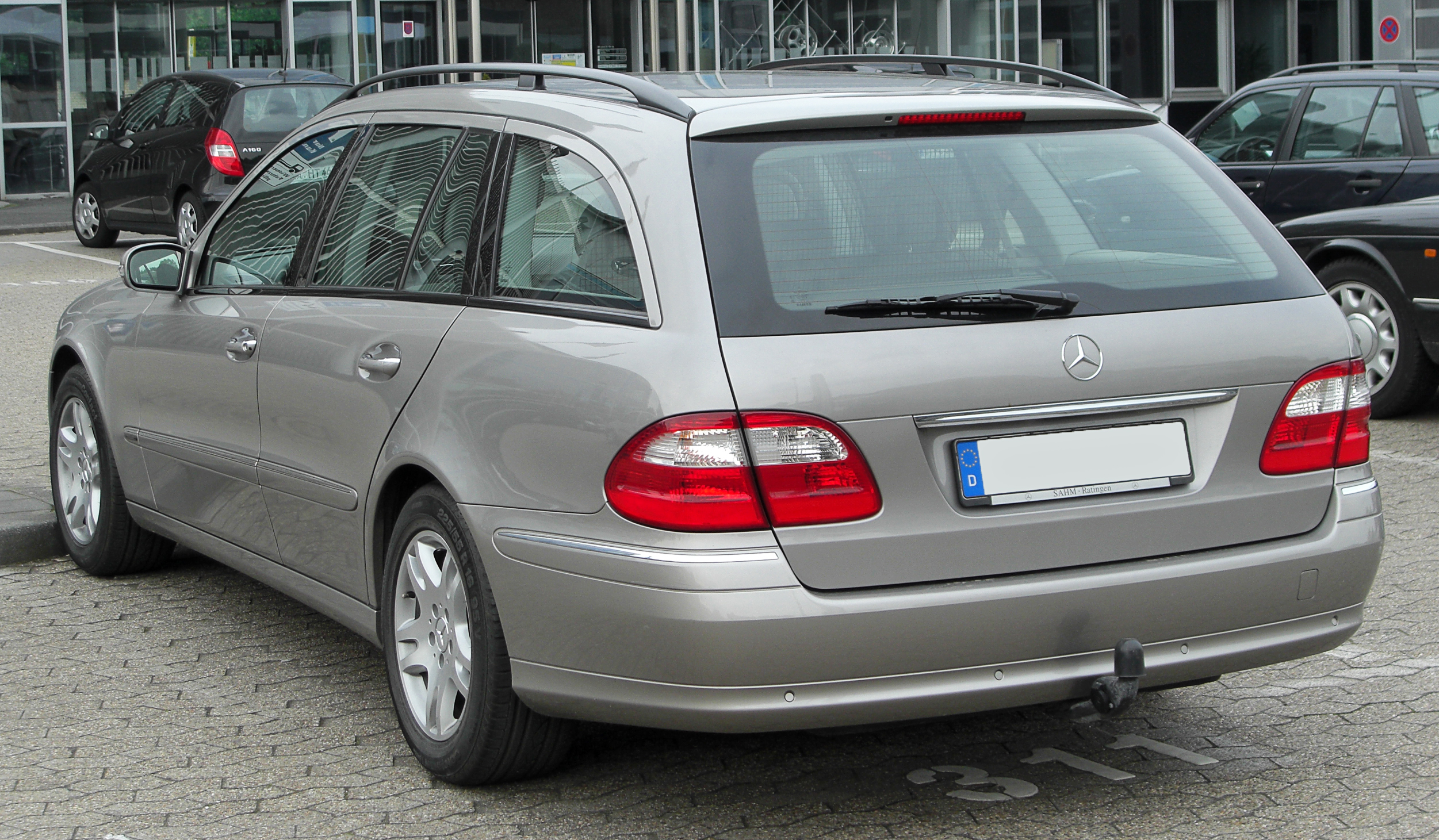
메르세데스-벤츠 E 클래스 왜건(전기형) 후측면
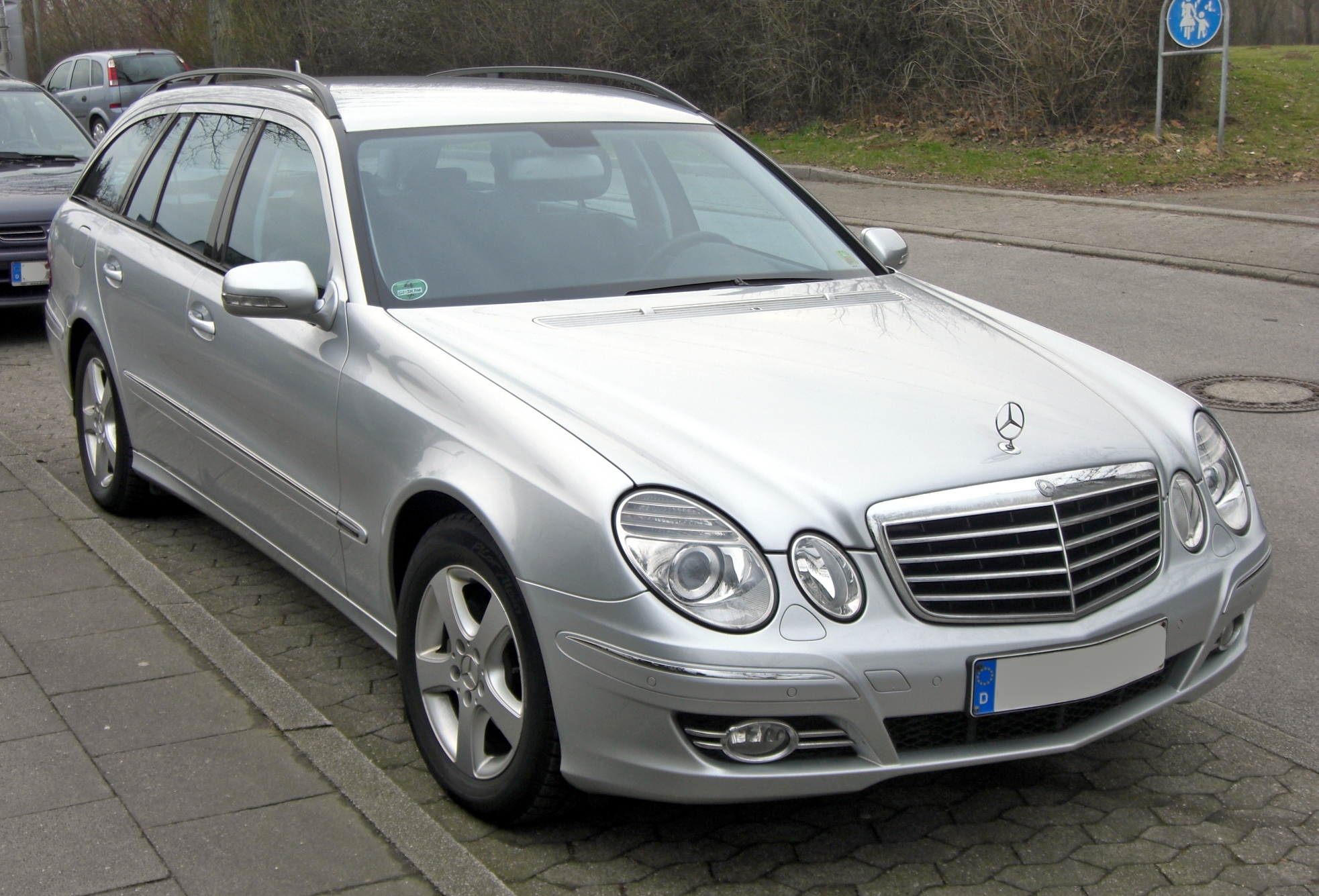
메르세데스-벤츠 E 클래스 왜건(후기형) 정측면
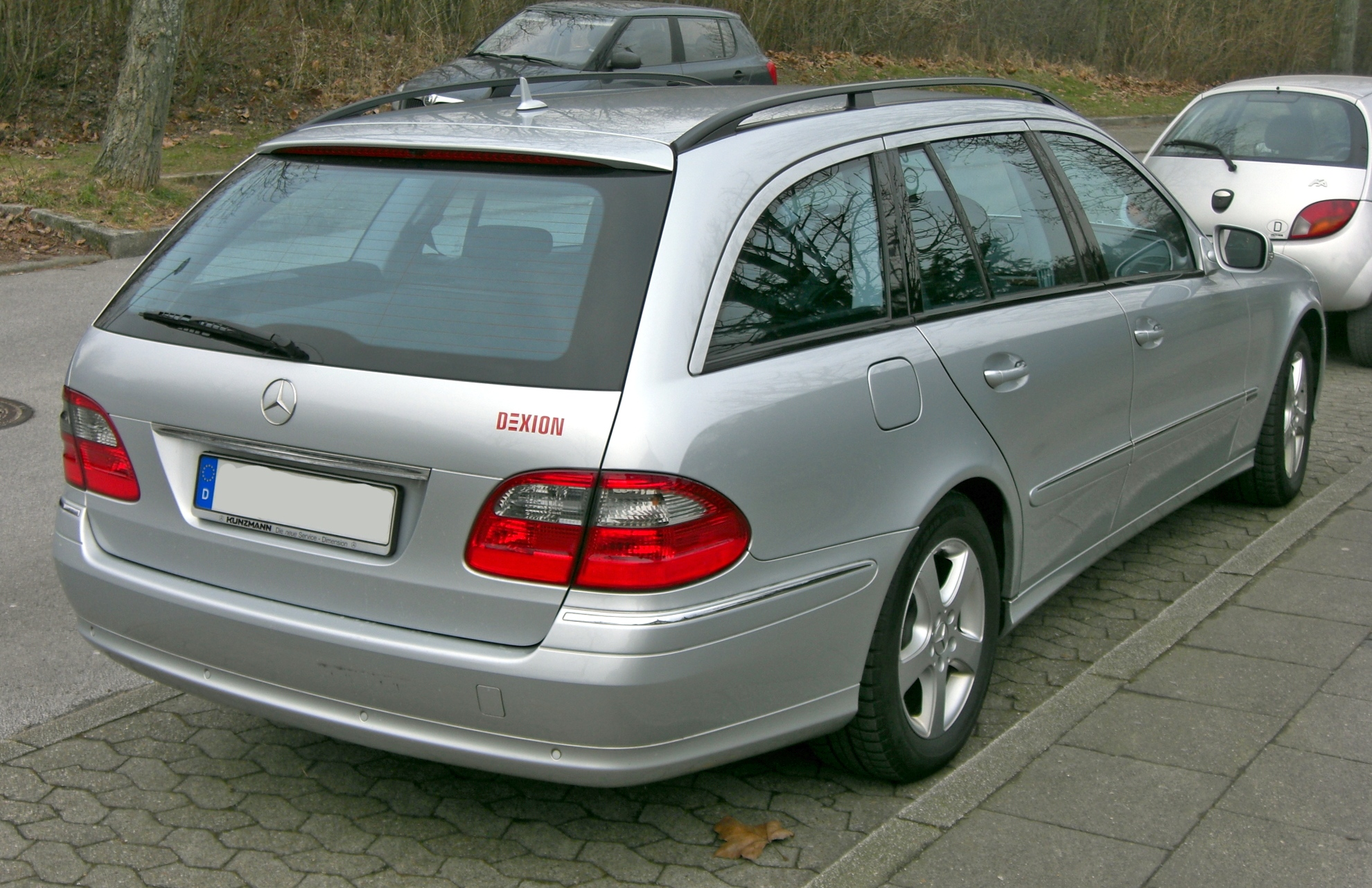
메르세데스-벤츠 E 클래스 왜건(후기형) 후측면

## 9세대(W212/S212/C207/A207)

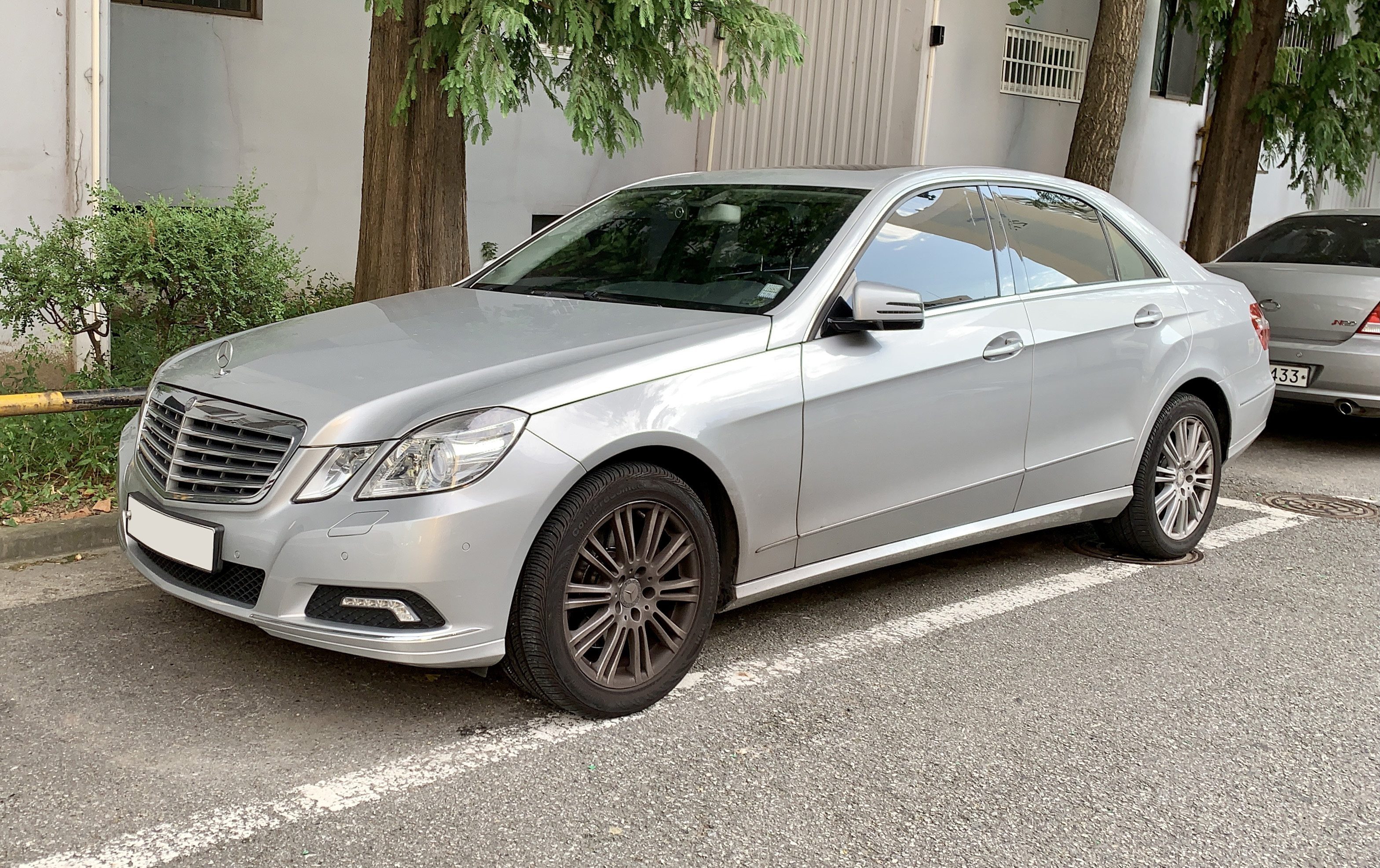
메르세데스-벤츠 E 클래스(전기형) 정측면

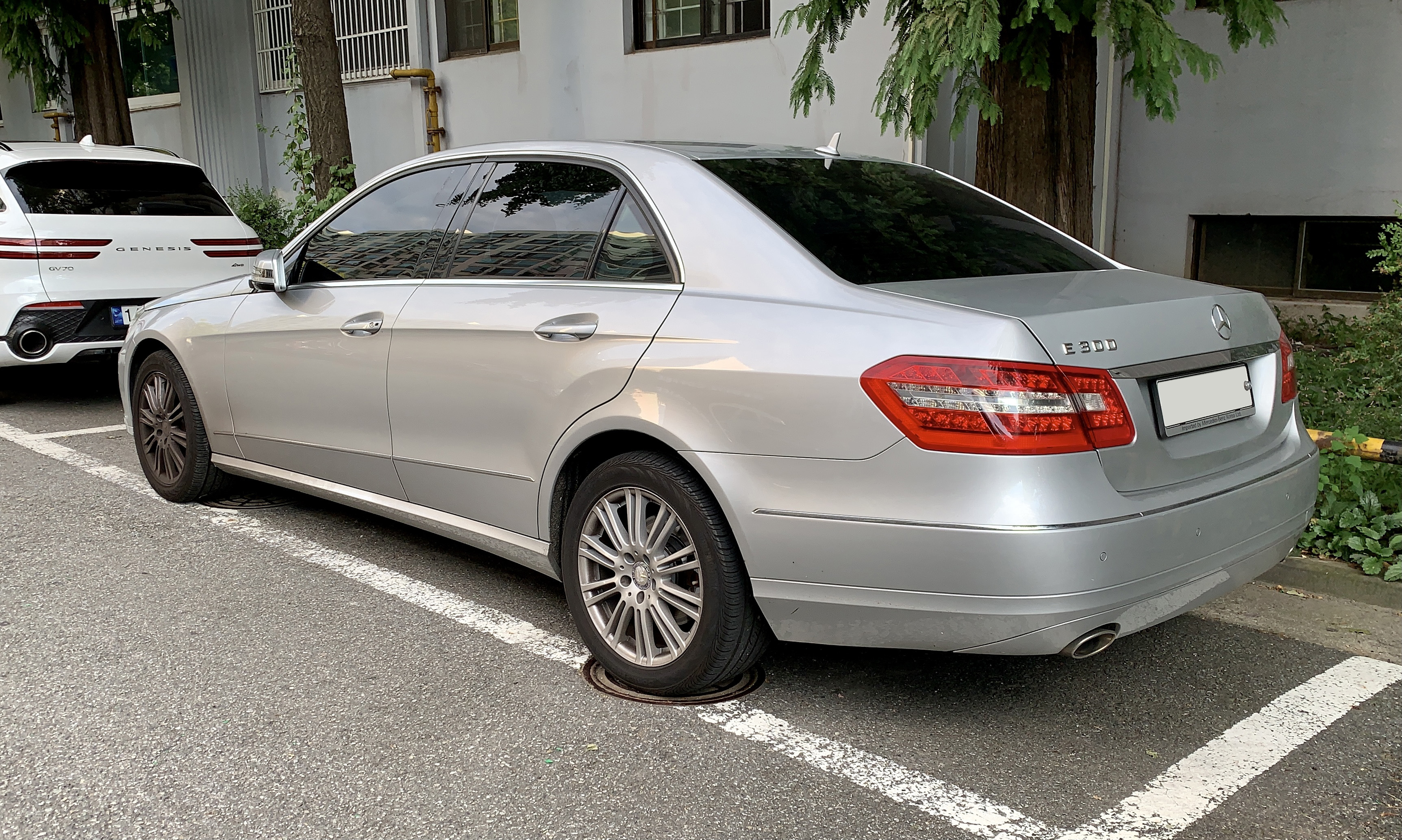
메르세데스-벤츠 E 클래스(전기형) 후측면

2009년에 개최된 디트로이트 모터쇼에서 처음 선보였다. 트윈 헤드 램프는 타원형에서 비스듬한 사각형으로 바뀌었고, 뒷 팬더의 굴곡을 넣어 W120/W121 시절의 폰톤 디자인을 현대적으로 재해석했고, 차체 강성을 30% 높였다. 4세대부터 컬럼 시프트 타입 7단 자동변속기를 장착한다. 한동안 E 클래스에 없던 쿠페와 카브리올레가 부활해 기존의 CLK 클래스를 대체했다. 쿠페와 카브리올레는 세단과 달리 C 클래스(W204)의 플랫폼을 기반으로 개발되었다. 2013년에는 페이스 리프트를 거쳐 E 클래스의 상징이던 트윈 헤드 램프 대신 싱글 헤드램프가 적용되었고, 대신 LED 라이트로 네 개의 눈을 새롭게 표현했다. 또한 세단에도 아방가르드 트림에는 라디에이터 그릴 안에 메르세데스-벤츠의 마크인 쓰리 포인티드 스타 엠블렘이 적용되고, 엘레강스 트림에는 쓰리 포인 티드 스타 마크의 후드 탑 엠블렘이 달린다. 뒷 휀더는 재해석된 폰톤 디자인에서 단순한 직선으로 바뀌었다. 170마력(E220 CDI)/204마력(E250 CDI) 2.1L 커먼 레일 디젤 엔진, 184마력 2.0L 가솔린 터보 엔진(E200 CGI), 252마력(E300)/306마력(E350) V6 3.5L 가솔린 엔진이 장착된다. E250 CDI와 E350에 4매틱이 달리며, E300에는 페이스 리프트를 거친 후에 조금 지나 4매틱이 추가됐다. 페이스 리프트를 거쳐 E250 CDI에 달리는 204마력 2.1L 커먼 레일 디젤 엔진에 하이브리드 시스템이 추가되었다.

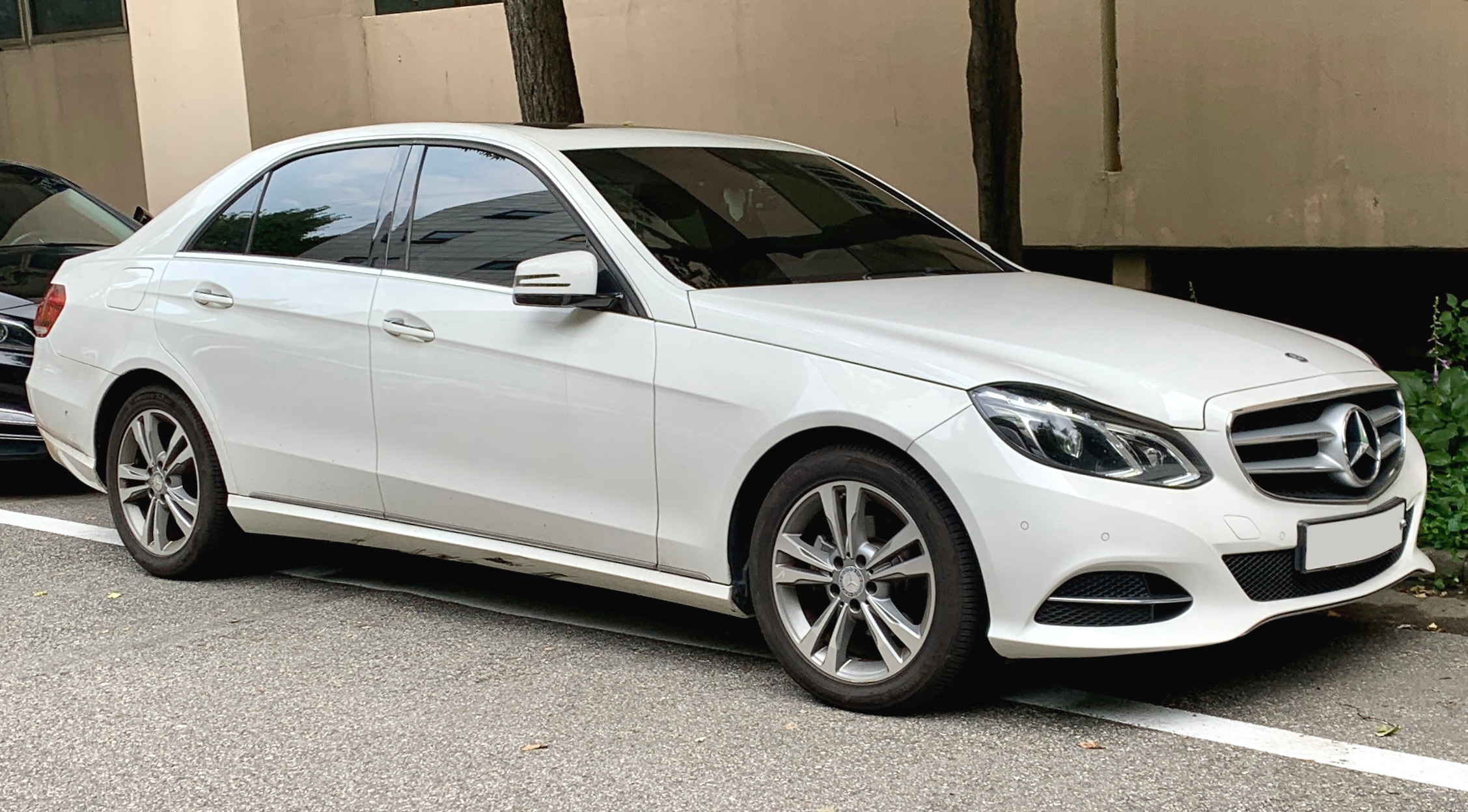
메르세데스-벤츠 E 클래스(후기형) 정측면
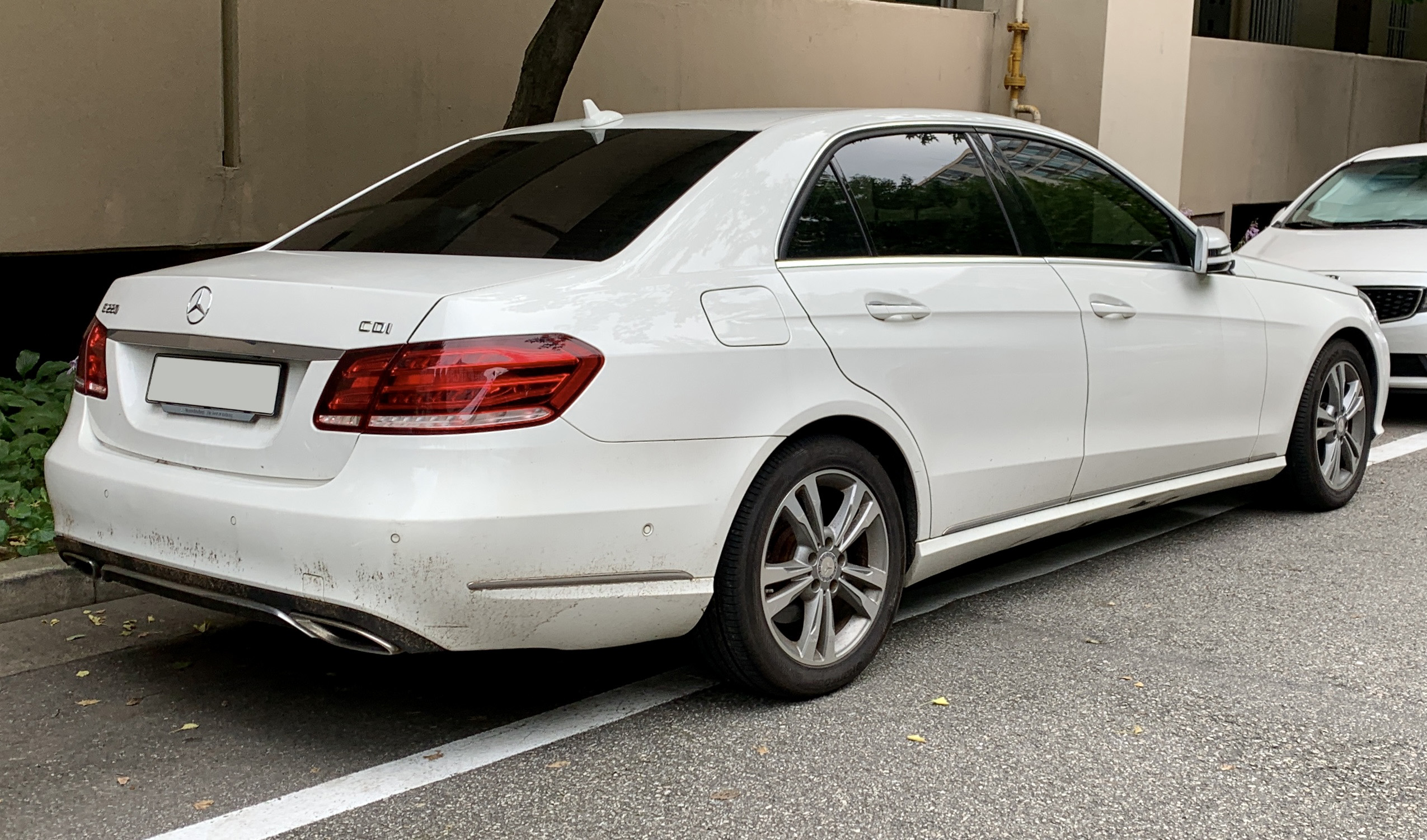
메르세데스-벤츠 E 클래스(후기형) 후측면
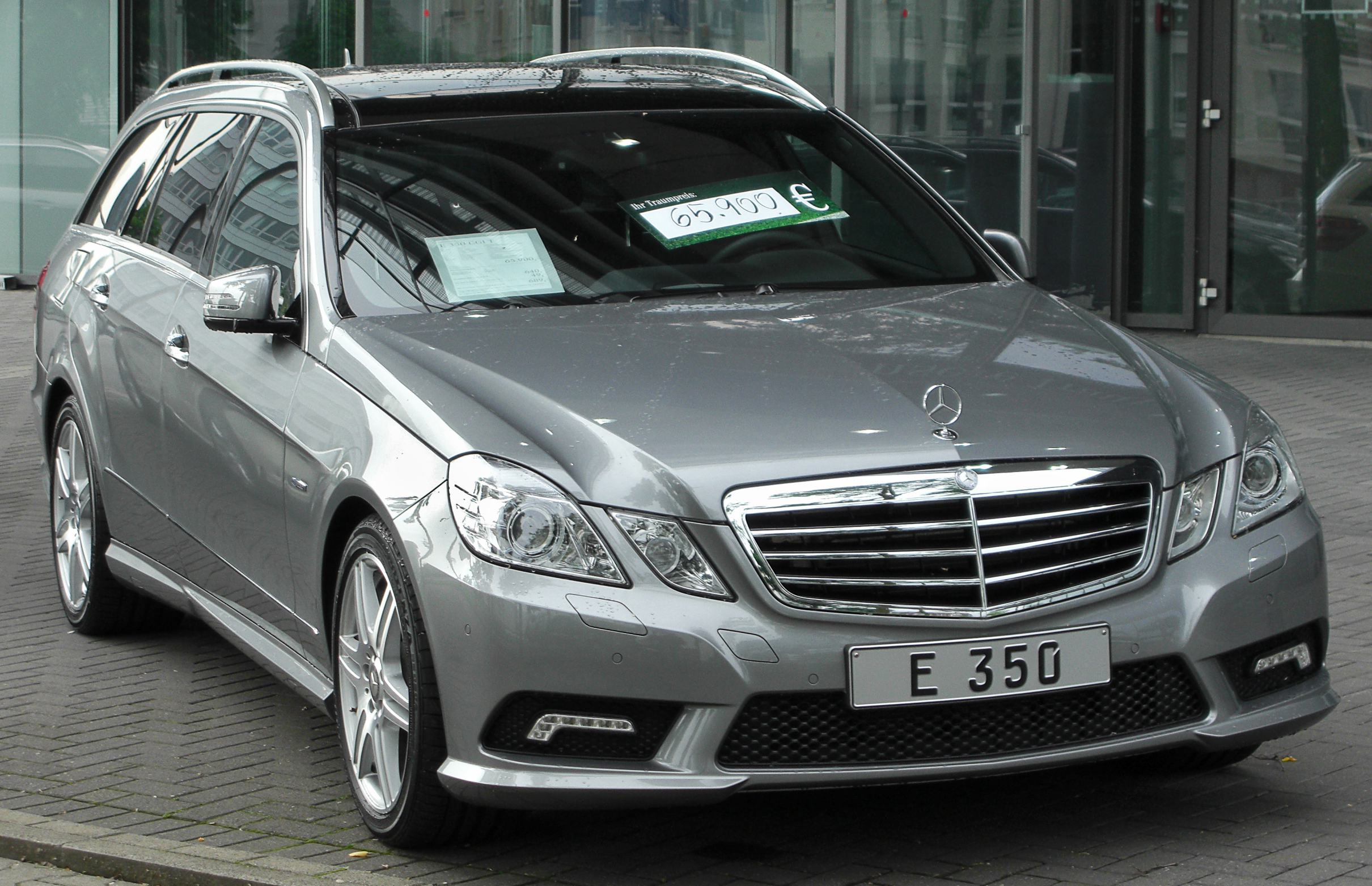
메르세데스-벤츠 E 클래스 왜건(전기형) 정측면
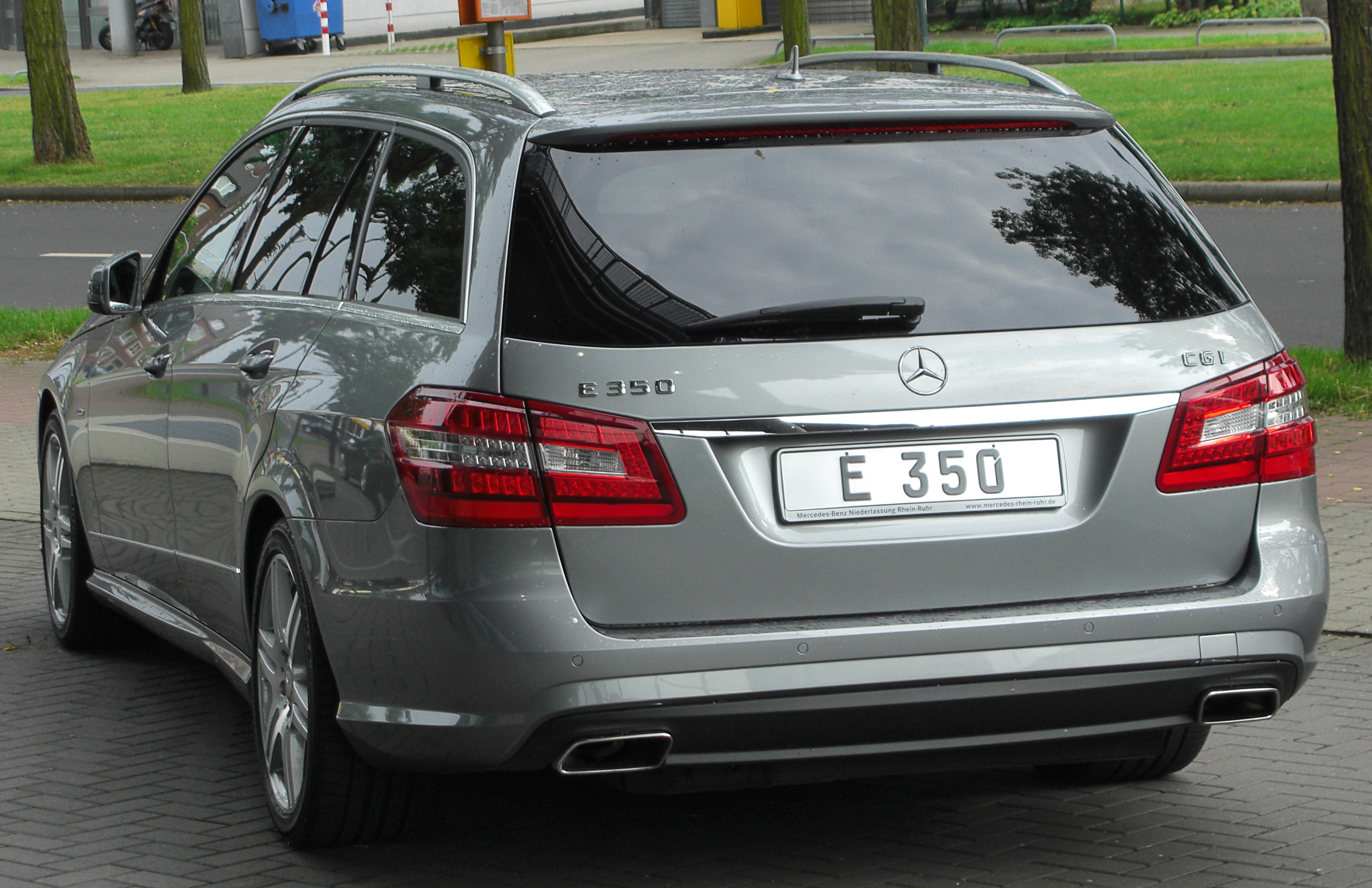
메르세데스-벤츠 E 클래스 왜건(전기형) 후측면
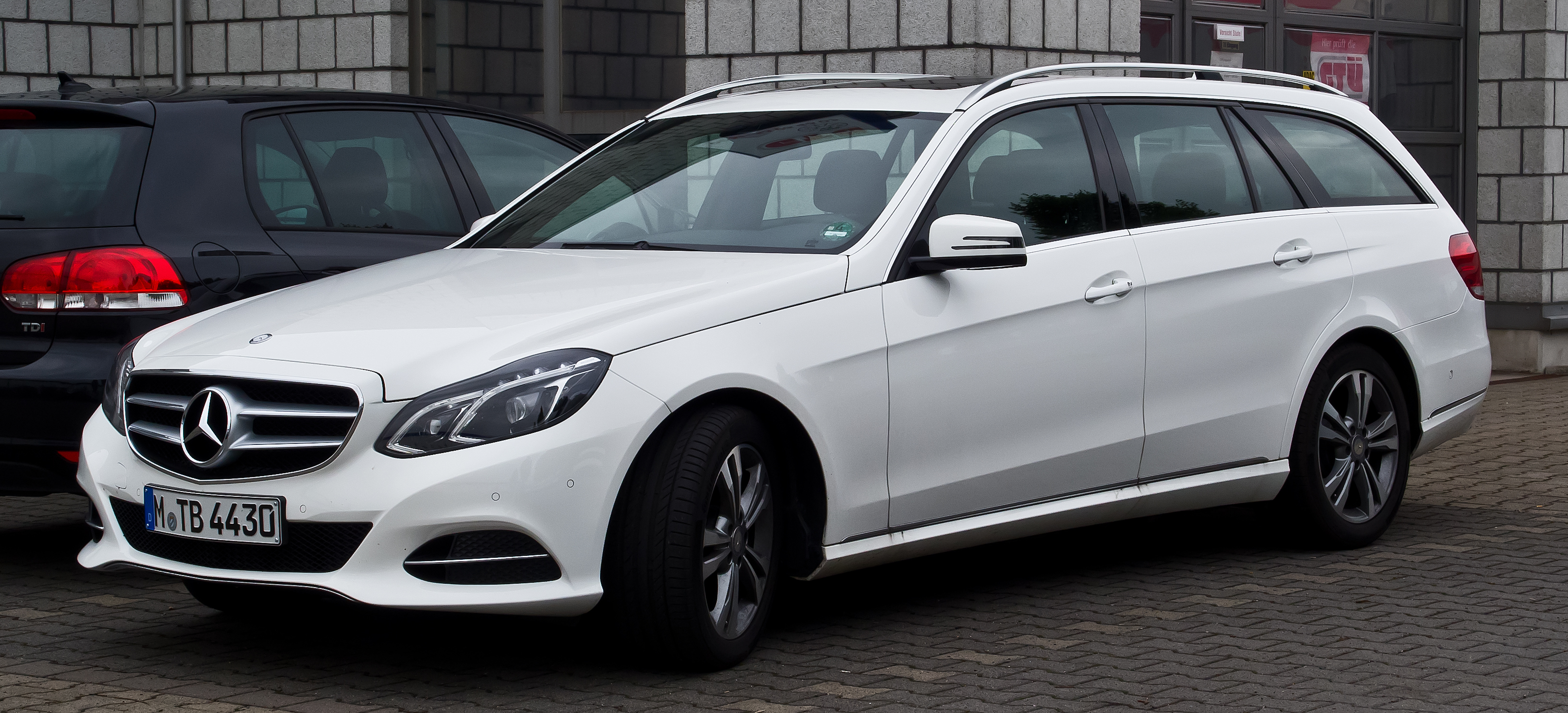
메르세데스-벤츠 E 클래스 왜건(후기형) 정측면
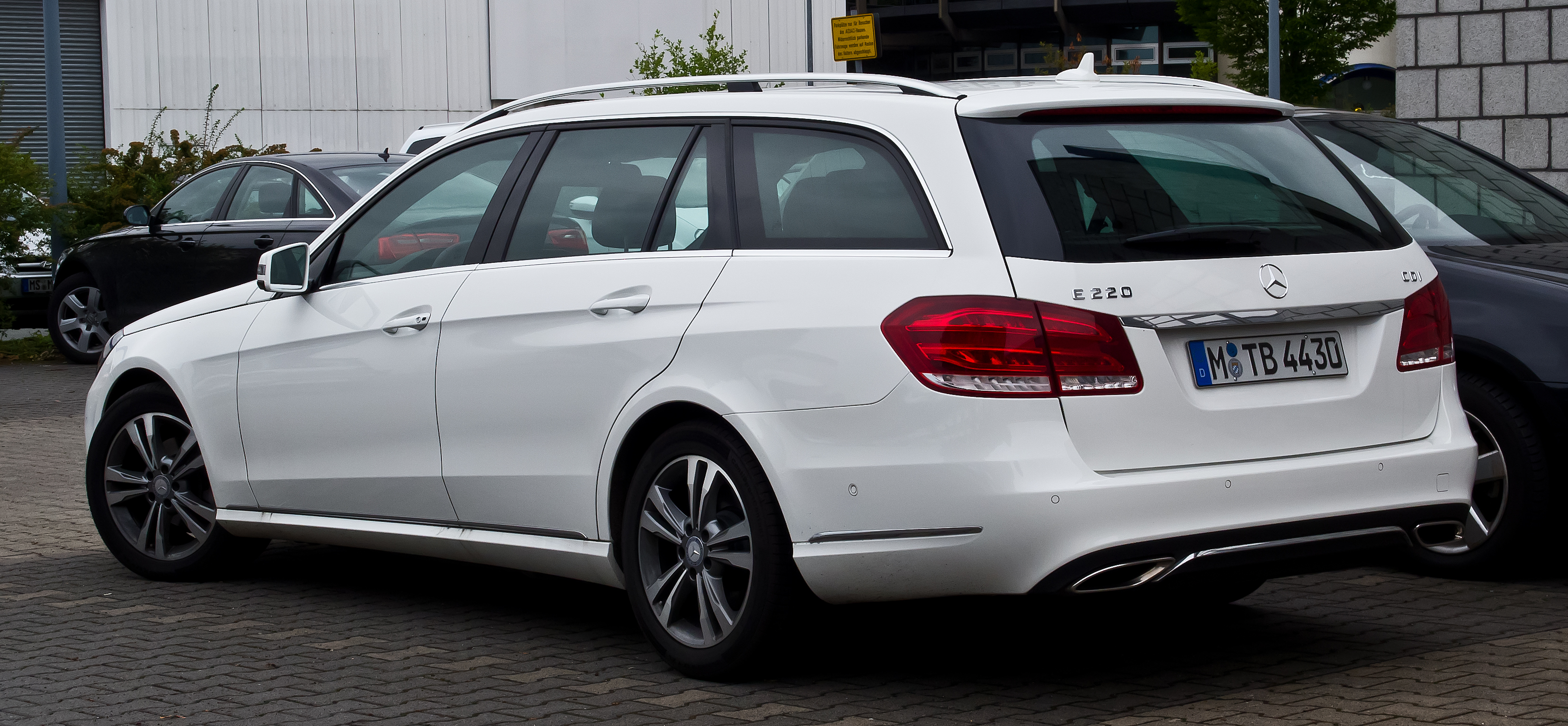
메르세데스-벤츠 E 클래스 왜건(후기형) 후측면
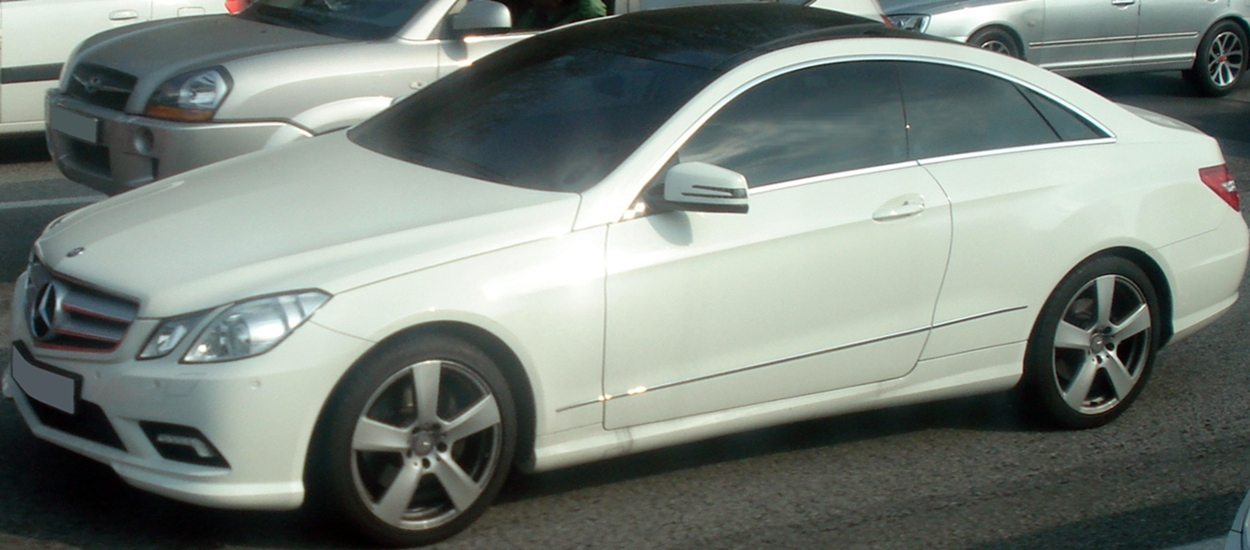
메르세데스-벤츠 E 클래스 쿠페(전기형) 정측면
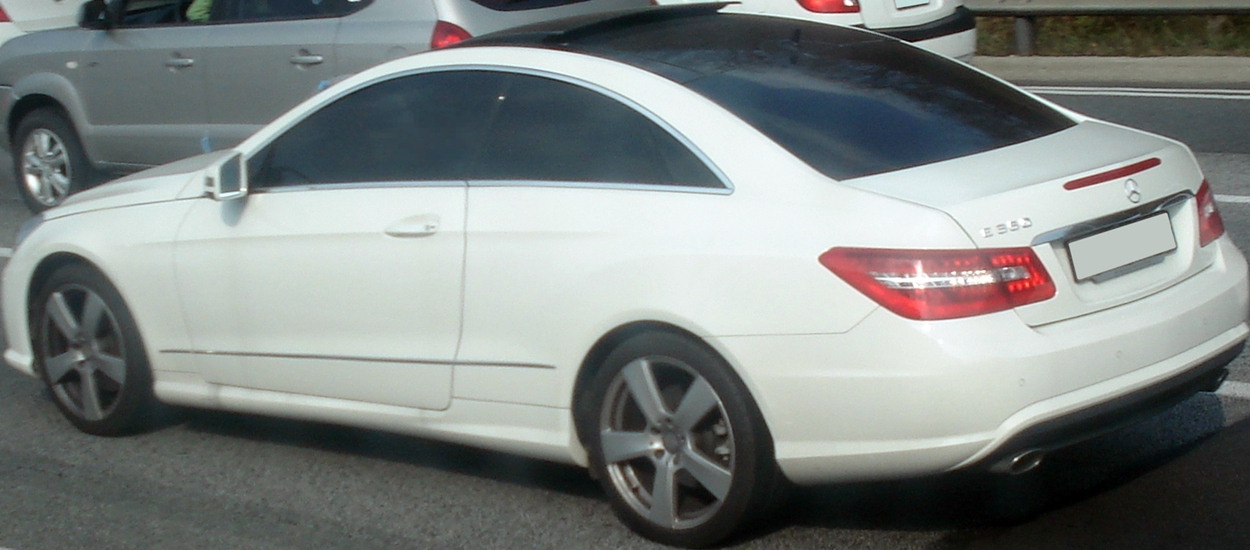
메르세데스-벤츠 E 클래스 쿠페(전기형) 후측면
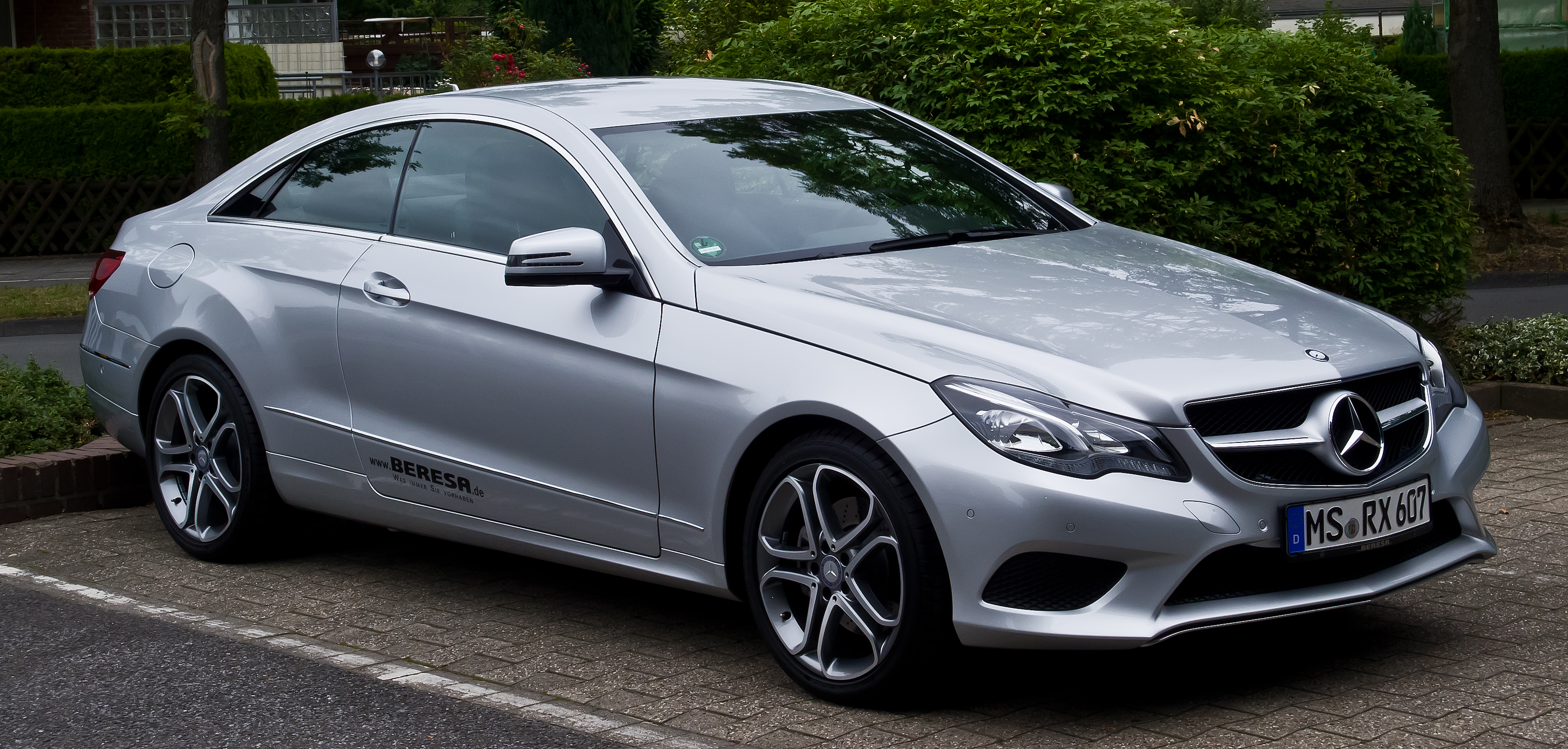
메르세데스-벤츠 E 클래스 쿠페(후기형) 정측면
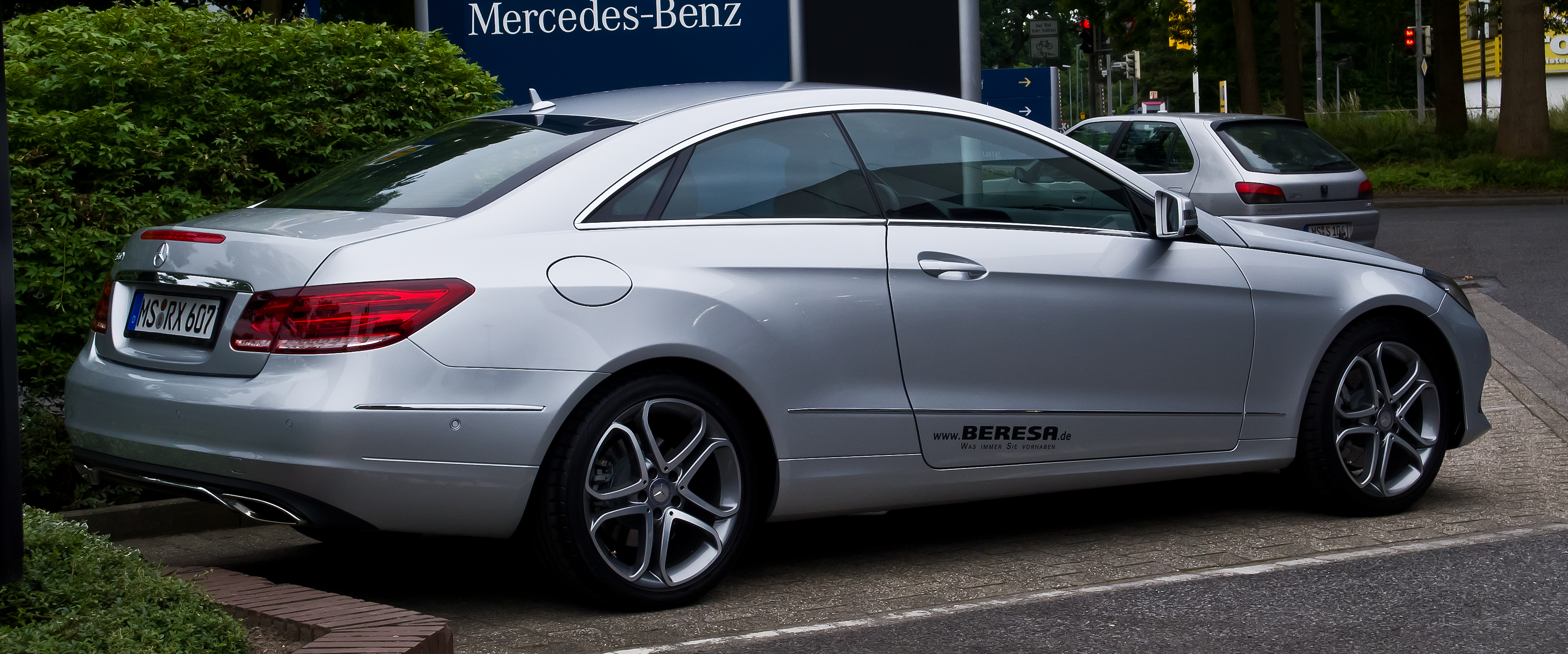
메르세데스-벤츠 E 클래스 쿠페(후기형) 후측면

## 10세대 전기형(W213/S213/C238/A238)

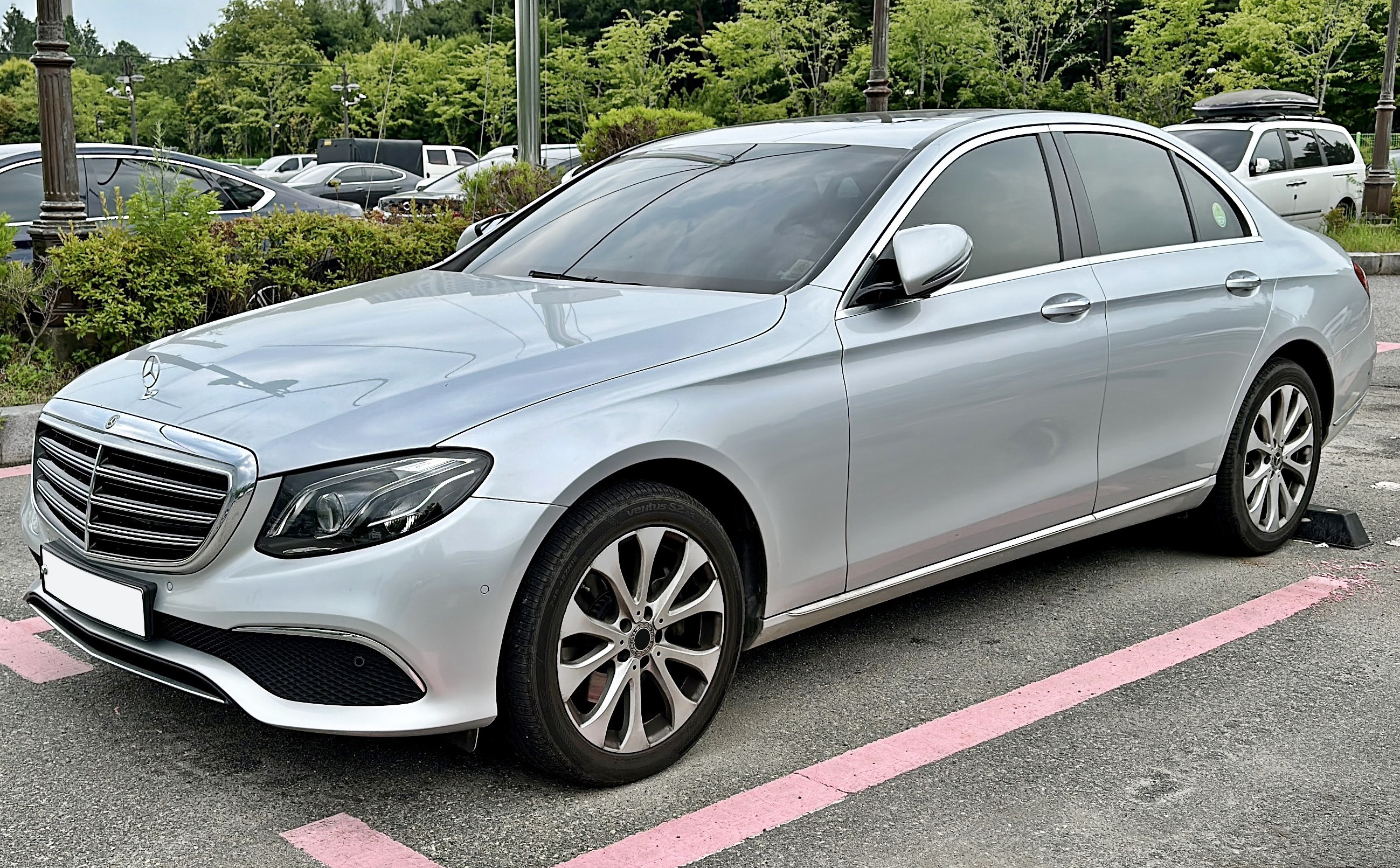
W213(2016-2020) 전기형 정측면

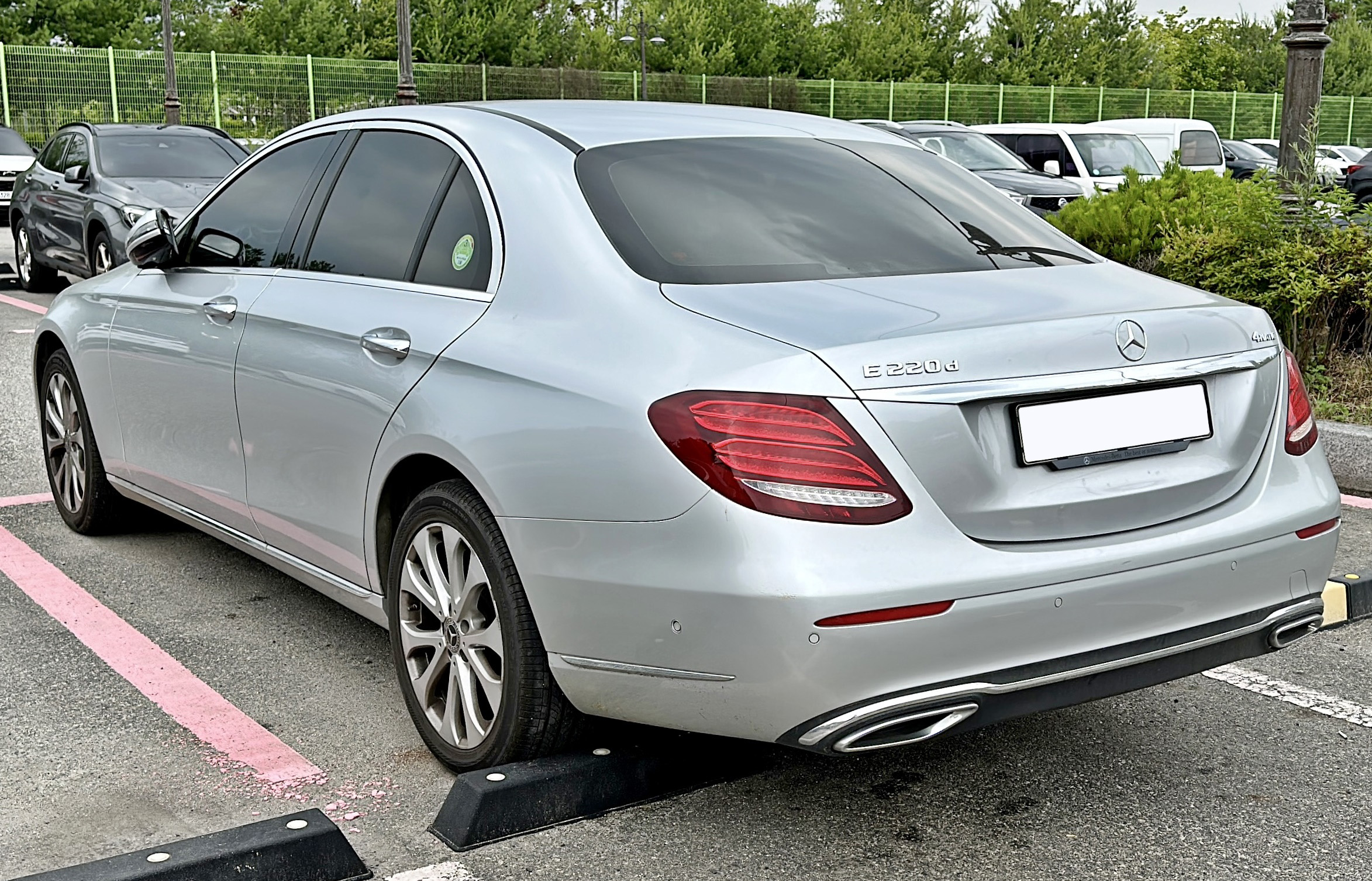
W213(2016-2020) 전기형 후측면

2016년에 디트로이트 모터쇼에서 공개되었다. 메르세데스-벤츠의 최신 패밀리 룩이 반영된 디자인은 통일성을 강조하였다. 개별적으로 작동하는 84개의 LED를 제어하는 4개의 컨트롤 유닛을 통하여 주행 상황에 따라 상향등을 작동시켜 야간 운전을 돕는 멀티 빔 헤드 램프와 계기판과 내비게이션이 통합된 와이드스크린 콕핏이 적용되었다. E220d는 170마력 2.1L 디젤 엔진에서 194마력 2.0L 디젤 싱글 터보 엔진, E200은 184마력 2.0L 가솔린 싱글 터보 엔진, E300은 252마력 3.5L 가솔린 엔진에서 245마력 2.0L 가솔린 싱글 터보 엔진으로 교체되었다. 스테이션 왜건의 오프로드 버전인 올 터레인은 같은 해에 개최된 파리 모터쇼에서 공개되었다. 같은 해 11월에는 AMG E63이 공개되었다. 같은 해 말에는 쿠페가 공개되었는데, E 클래스(w213)의 플랫폼을 이용하게 되었다. 2017년에 파리 모터쇼에서 카브리올레도 공개되었다. 이후 AMG 43을 대체하는 마일드 하이브리드 EQ 부스트를 적용한 AMG 53이 추가되었다. 10세대부터 대한민국에 플러그인 하이브리드 사양이 팔리며, 대부분의 메르세데스-벤츠 차량답게 전기 충전구는 리어 범퍼 오른쪽에 있다. 대한민국에서는 BMW 5 시리즈보다 많이 팔리고 있는 메르세데스-벤츠의 대표적인 모델이다. 2020년 3월에 페이스리프트가 공개되었으며, 한국에서는 10월에 출시되었다. 이전과 달리 주간주행등이 1줄로 바뀌었고 테일램프가 크게 바뀌었다. 동시에 스티어링 핸들도 바뀌었다. 터치패드 아래에 있던 컨트롤러가 사라지고 터치패드로 통합되었고, MBUX가 적용되었다.

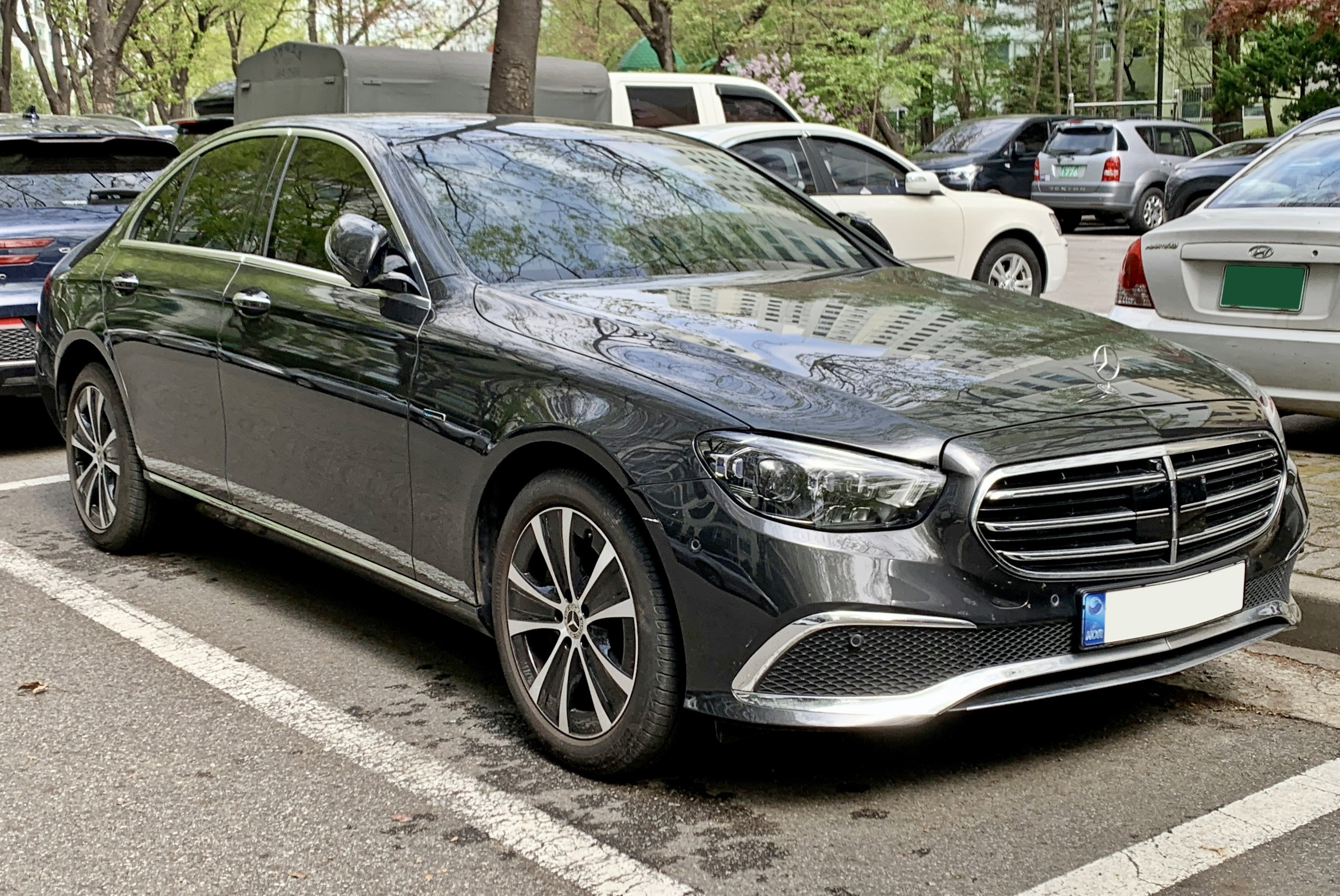
W213 후기형

## 11세대 전기형 (W214/S214)
2023년 4월 25일 온라인을 통해 공개했으며, 대한민국에는 2024년 1월 19일에 정식 출시했다.

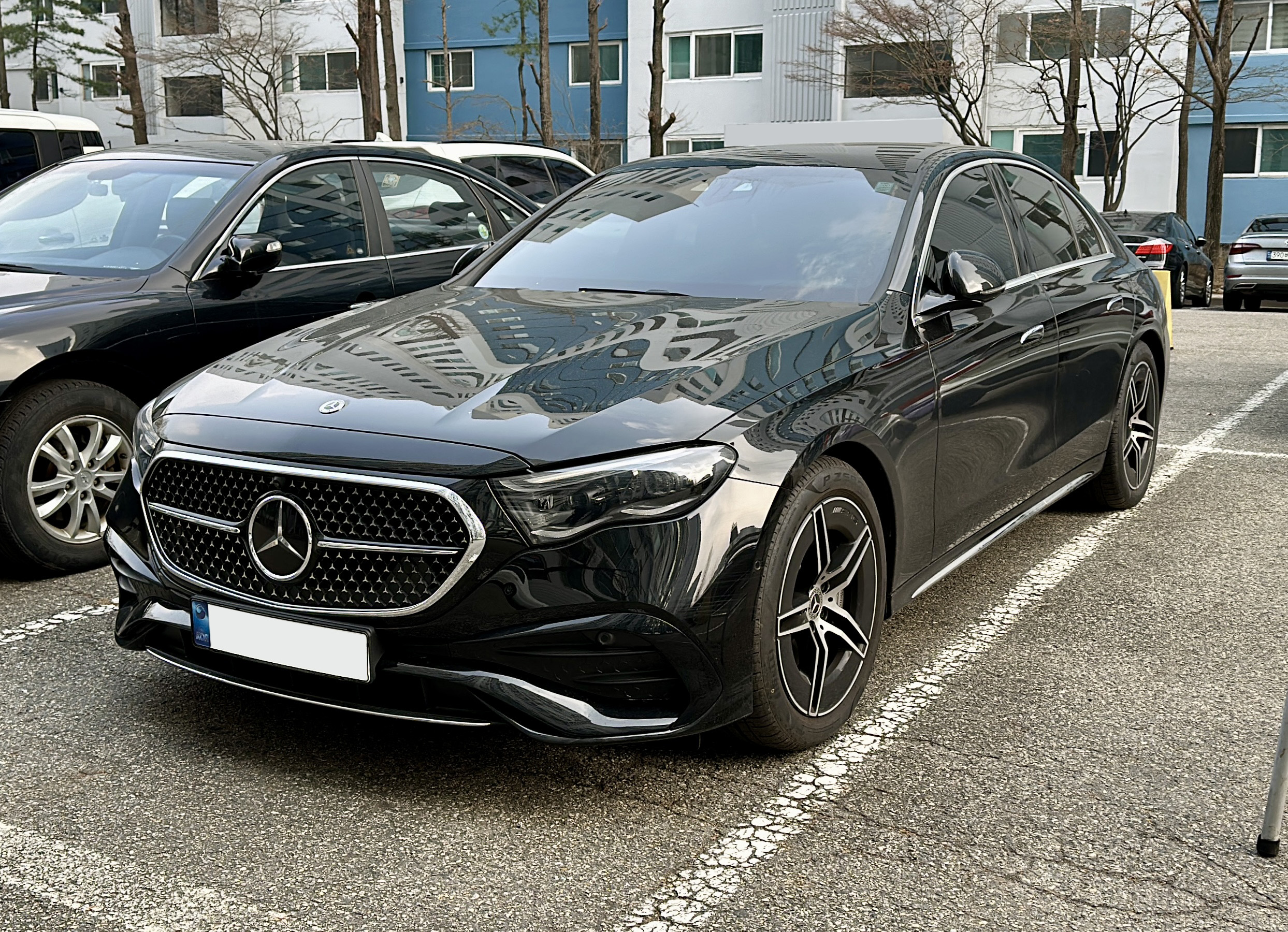
W214 전기형 전면

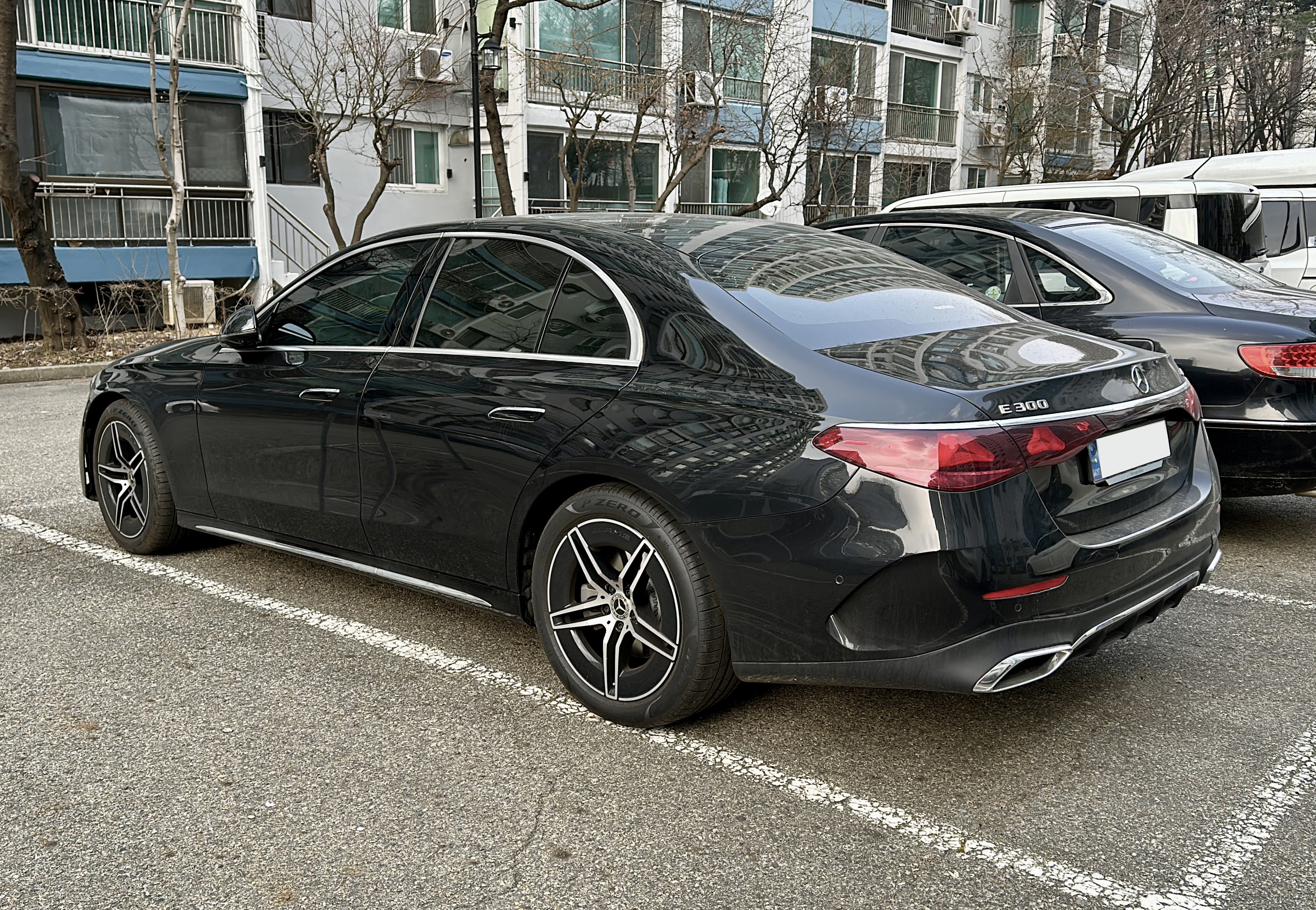
W214 전기형 후면

플러그인 하이브리드용 충전구는 뒤 범퍼에서 뒤 펜더로 옮겼다. 이에 따라 토요타/렉서스처럼 양쪽으로 배치한다. 벤츠에서는 11세대 E클래스의 플러그인 하이브리드에 DC콤보-1 급속 충전을 지원한다고 밝혔으나, 실제로 대한민국용 PHEV에도 급속충전용 잭을 적용한 랜드로버와 달리 대한민국 판매분에는 급속충전 잭이 적용되지 않고 기존처럼 완속용 잭이 달린다. 라이트, 그릴의 모양이 중국차를 닮았다며 지적받고 있으며 전작인 10세대 전기형 E클보다 안 좋은 평을 받고 있다. 이러한 디자인과 문제점으로 인해 10세대 전기형 E클보다 더욱 안 보인다.